# Abbaye Saint-Maurice de Blasimon
Pour les articles homonymes, voir Abbaye Saint-Maurice.
L'abbaye Saint-Maurice de Blasimon est une ancienne abbaye catholique située sur la commune de Blasimon, dans le département de la Gironde et la région naturelle de l'Entre-deux-Mers, en France.
Son abbatiale est devenue l'église Saint-Nicolas.

## Localisation
L'abbaye se trouve au nord du village, sur un terrain enserré entre deux routes départementales, la RD127 qui mène vers le nord-ouest à Mérignas et la RD17 qui mène vers le nord-est à Bossugan et au-delà à Castillon-la-Bataille.

## Historique
La plus ancienne mention concernant l'abbaye de Blasimon, nous provient du cartulaire du monastère Saint-Pierre de La Réole. En 980, selon la date fournie par le cartulaire, l'abbé de Blasimon cède au monastère de Squirs, devenu La Réole, un alleu en vignes pour le salut de son âme et celle de ses parents. L'abbatiale est consacrée à saint Maurice. L'église a été probablement construite entre le XIe et le XIIIe siècle ; aucun document relatif à la construction ne nous est parvenu. En effet, des vestiges de moellons attestent l'existence d'un bâtiment dès le XIe siècle. Ce faisant, la façade de l'église est édifiée au milieu du XIIe siècle et la travée occidentale de l'église est érigée durant la seconde moitié de ce siècle. L'édifice est remanié au XIIIe siècle avec notamment la construction des voûtes d'ogives et des supports intérieurs. A contrario de l'époque médiévale pour laquelle il n'existe aucune information textuelle qui relate l'état de l'église ou des bâtiments monastiques, on possède à partir du XVIe siècle des sources textuelles sur l'ensemble architectural. Le monastère fut assiégé par les Huguenots en 1587 pendant la Guerre de religion. Après le siège et à cause des dégâts infligés à l'édifice, les moines se sont retirés au prieuré de Sauveterre, jusqu'en juin 1622. Ces épisodes de l'histoire de l'abbaye ont laissé des témoignages écrits qui témoignent de l'état de l'abbaye à l'époque moderne. Ce faisant, il ne subsiste des bâtiments monastiques que l'aile orientale du cloître, construite au XIIe siècle, en effet, à partir de 1778 l'abbaye est officiellement démantelée et en partie détruite. Le site de l'abbaye était entouré, postérieurement à la construction de l'église, mais à une date encore indéterminée, d'une enceinte fortifiée et de fossés. La Gamage alimentait les fossés de l'enceinte. Ces fossés ayant été négligés, les alentours de l'église se transformèrent en marais. En 1855 le curé de Blasimon, M. Monmaton, fit combler les fossés.

## L'abbaye aujourd'hui

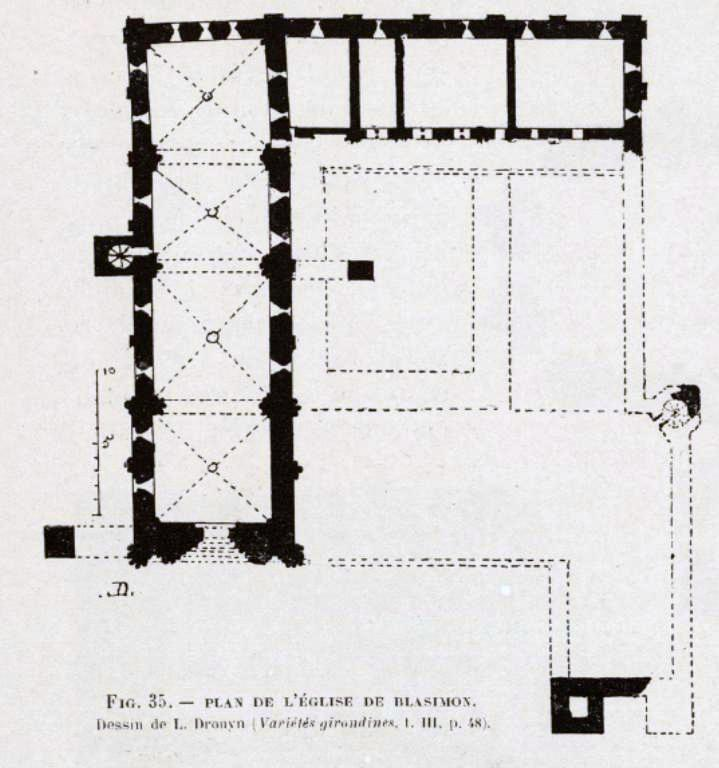
Plan de l'abbaye Saint-Maurice selon Léo Drouyn.

La description sommaire qui suit présente l'extérieur de l'abbaye, en commençant avec la façade nord de l'église et en suivant le sens des aiguilles d'une montre. Elle est complétée par une description détaillée de la façade occidentale de l'église, véritable bijou de l'art roman.
Façade nord de l'église : 
- L'arc-boutant, bas et massif, qui soutient la façade date du XIIIe siècle et masque une partie des contreforts en colonnes du milieu du XIIe siècle bâtis en même temps que la façade.
- Les fenêtres de la première et troisième travées sont du XIIe siècle, celles de la deuxième travée du XIIIe siècle.
- Faisceaux de colonnes coupées à la hauteur de la toiture, alors qu'elles devaient s'élever à la hauteur de celles de la façade pour former une tour de défense.
- On voit le départ de l'arcature de la première travée du XIIe vers la seconde travée. Les travaux ont été interrompus avant de reprendre au XIIIe siècle différemment.
- Un contrefort plat séparant les deux fenêtres est coupé par un larmier gothique se terminant par un amortissement triangulaire.
- Au milieu du mur se trouve une tour de défense carrée, du XIIIe siècle. Cette tour contient un escalier conduisant sur les voûtes à partir d'une porte dans la nef, à quatre mètres au-dessus du sol, accessible par une échelle volante.

Façade est de l'abbaye : le chevet plat de l'église a été restauré au milieu du XIXe siècle. Le mur extérieur du cloître comporte une fenêtre Renaissance et deux meurtrières.

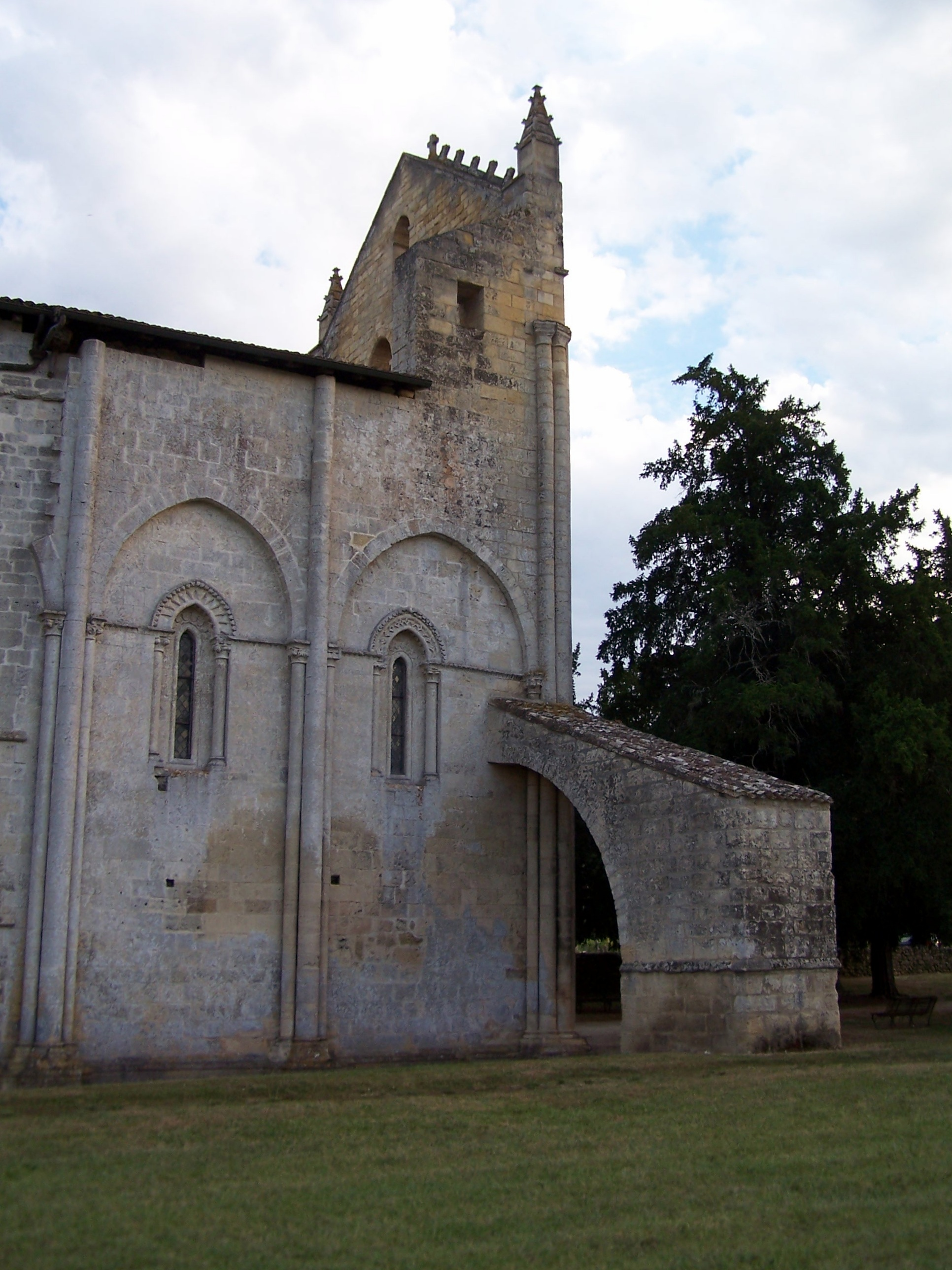
Arc-boutant Nord.
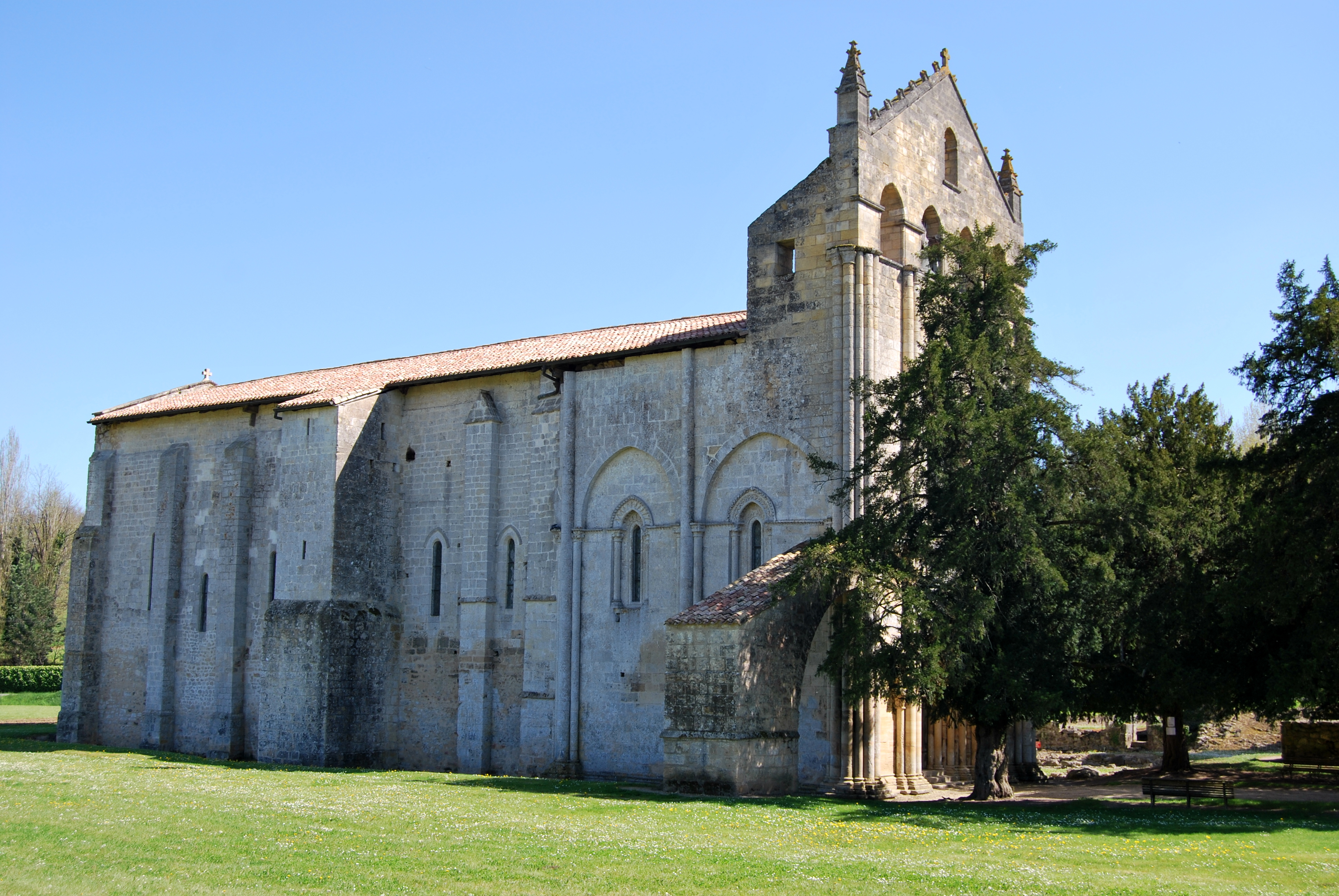
Façade nord de l'église.
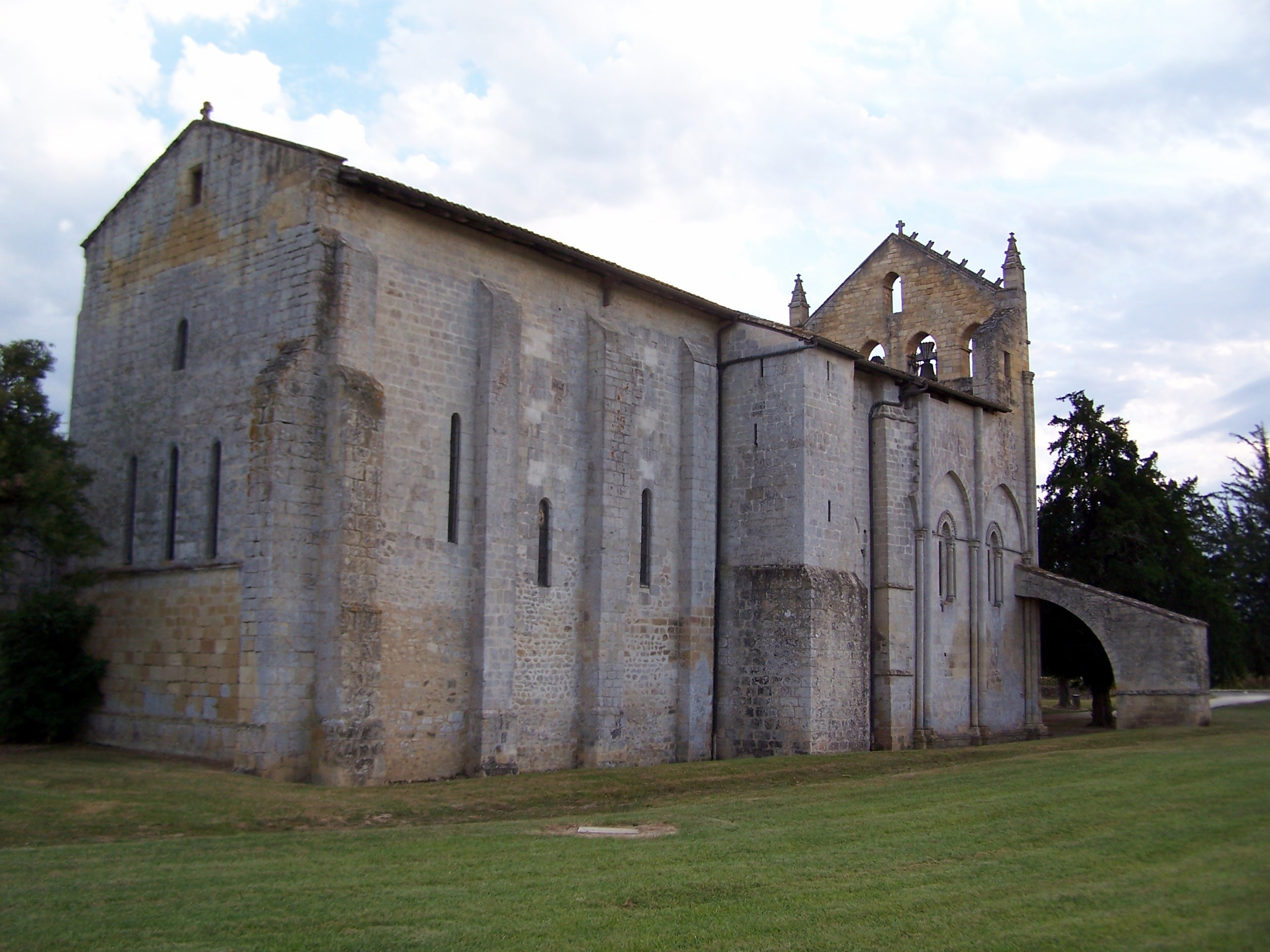
Les façades nord et est.
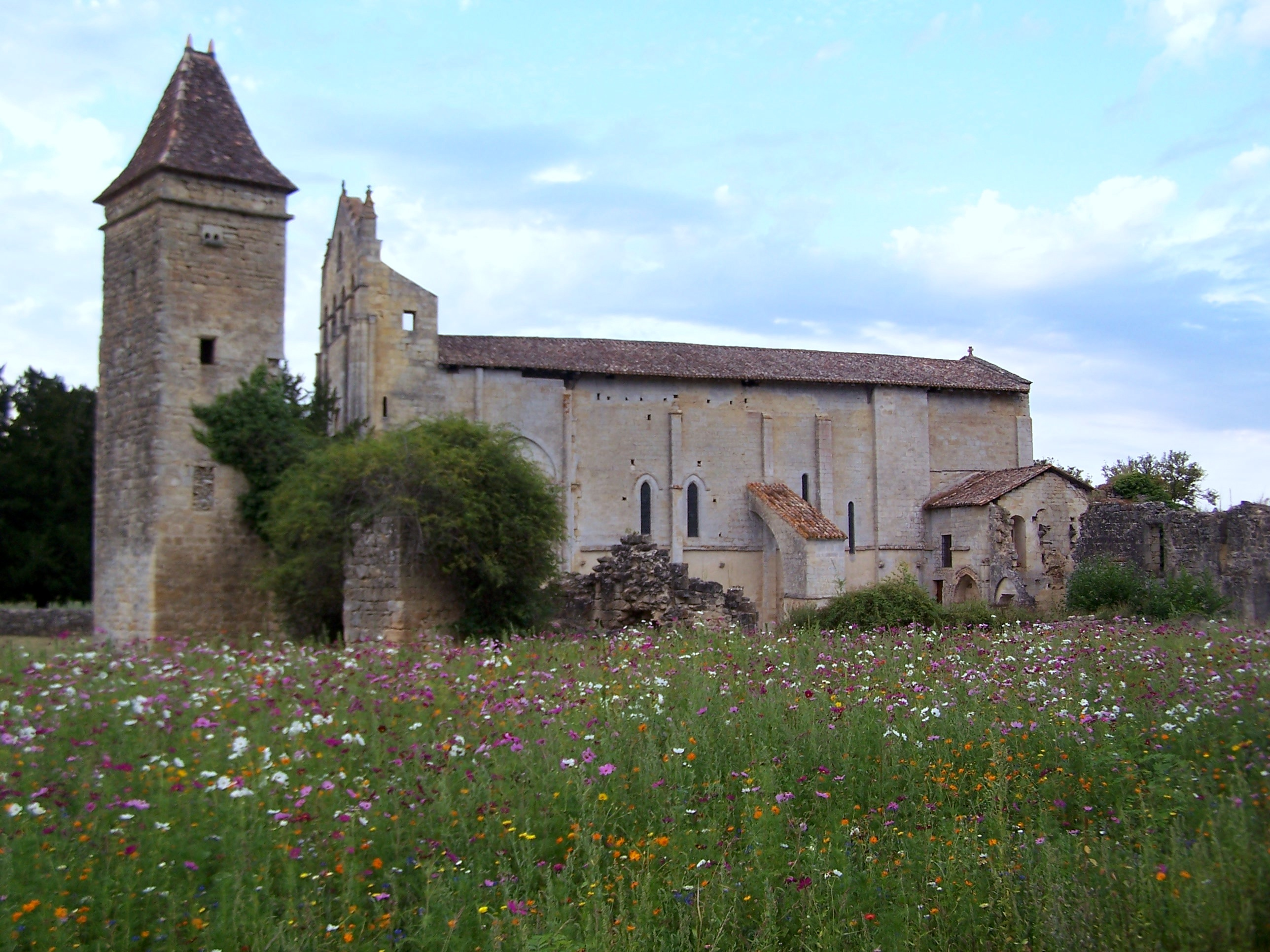
Façade sud.

Côté sud de l'abbaye : il reste des vestiges du mur d'enceinte ; la base de la tour ronde avec le départ de l'escalier en vis et la tour carrée, dite tour Saint-Nicolas, percée d'archères en faisait partie. Elle a ensuite été transformée en pigeonnier.
Façade sud de l'église : à la première travée se trouve l'aboutissement du mur d'enceinte ; une fenêtre murée et au milieu du mur un arc-boutant bas, comme sur la façade nord.
Bâtiments conventuels : les bâtiments claustraux sont en ruines.
- Le cloître : le mur sud de l'église porte encore des corbeaux qui servaient d'appui à la toiture du cloître et on retrouve au sol les traces du cloître.
- Une porte, actuellement murée, donnait accès à l'église depuis le cloître.
- Salle capitulaire : elle date du milieu du XIIe siècle, comme toute la partie occidentale de l'église. Des paires de colonnes engagées sont encore visibles et soutenaient la charpente du cloître. Celles de gauche ont été coupées à mi-hauteur, car une baie fut percée par la suite. Celles de droite sont demeurées intactes. Elles sont surmontées de chapiteaux dont la corbeille s'enveloppe dans une sorte de gaine à bord perlé se plissant par endroits pour laisser échapper des feuilles recourbées dans l'angle du tailloir.
- Un enfeu avec colonnes et arcatures décorées dans le mur de la salle capitulaire.

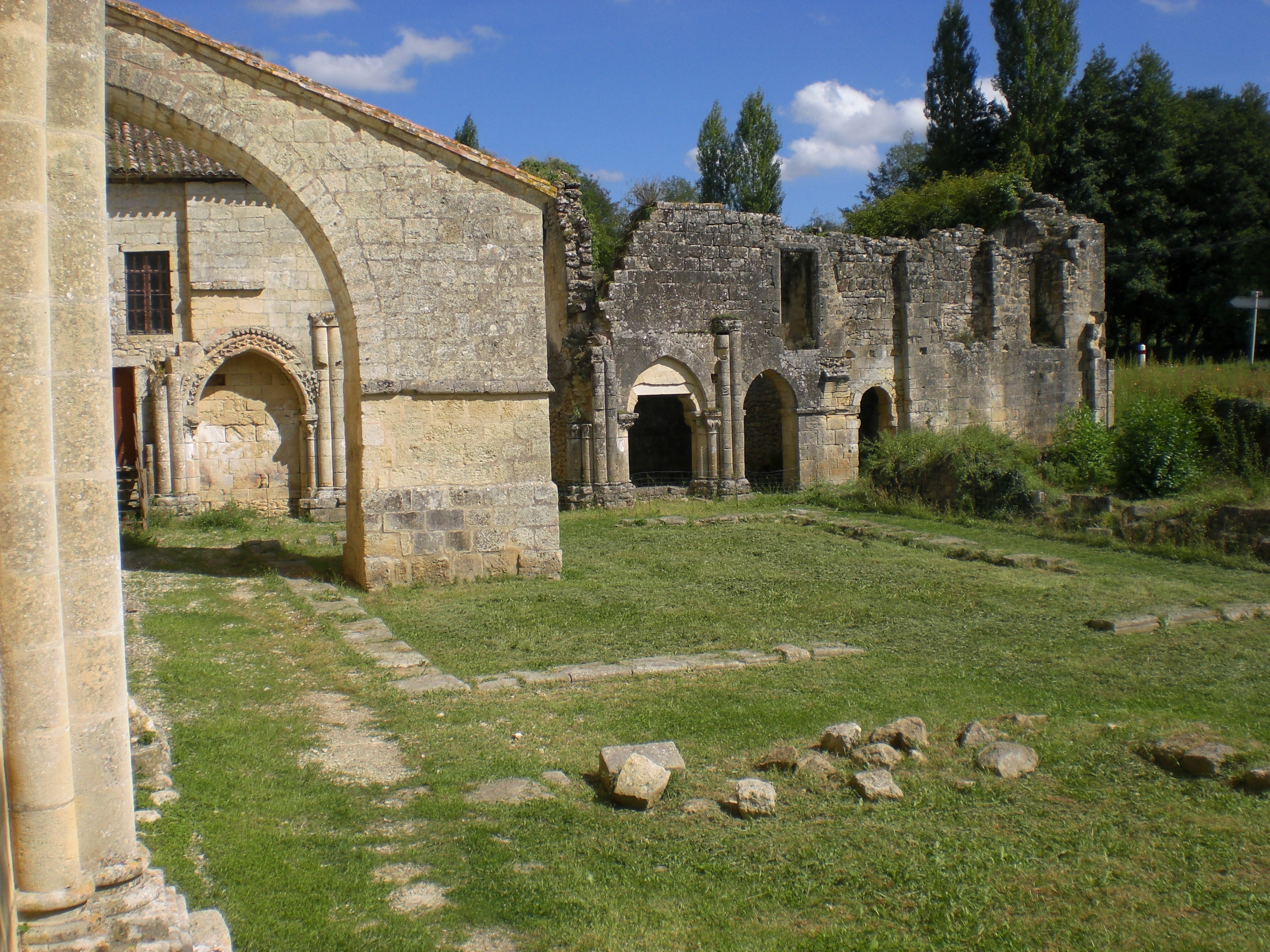
Arc-boutant Sud et cloître.
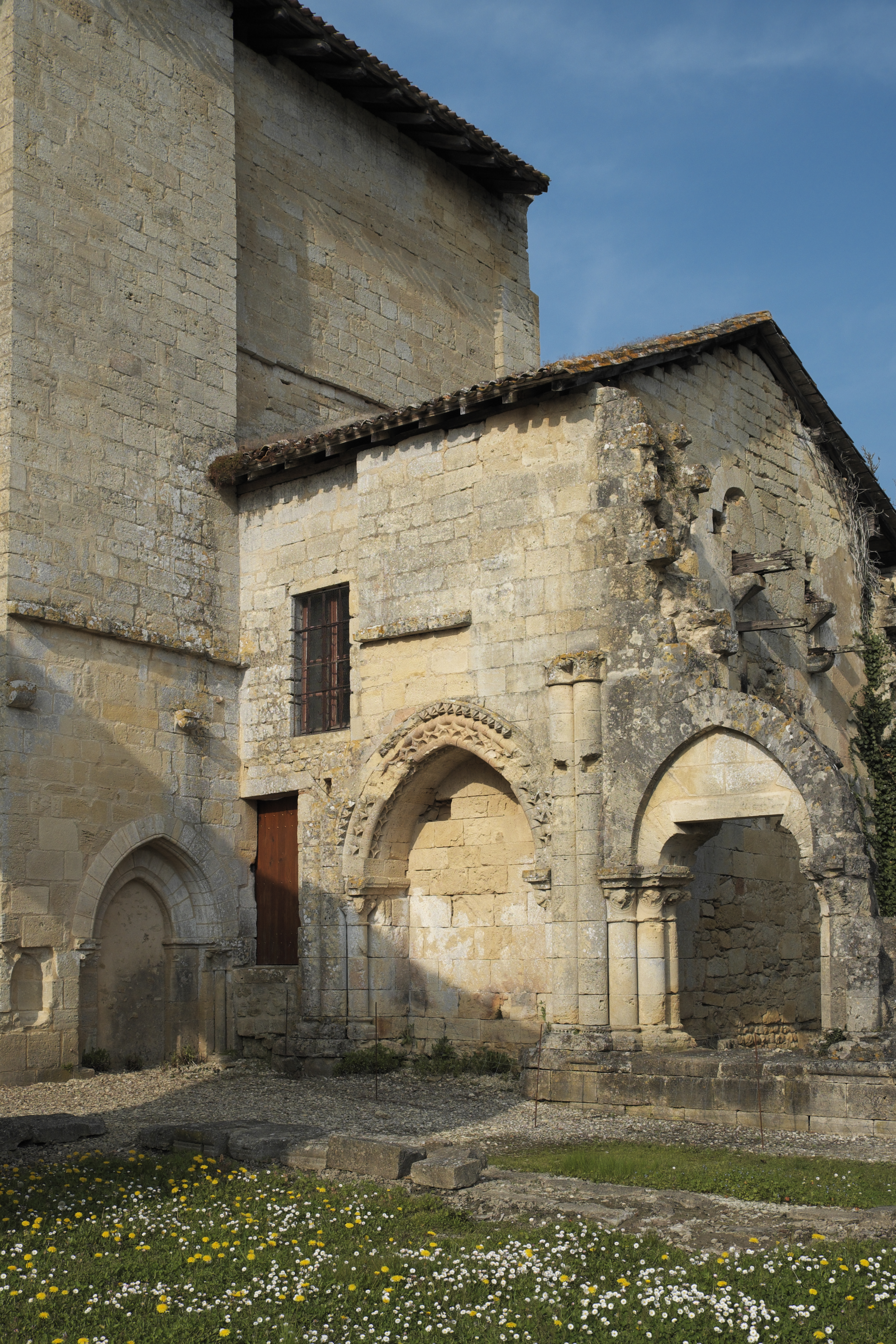
Salle capitulaire et portes.
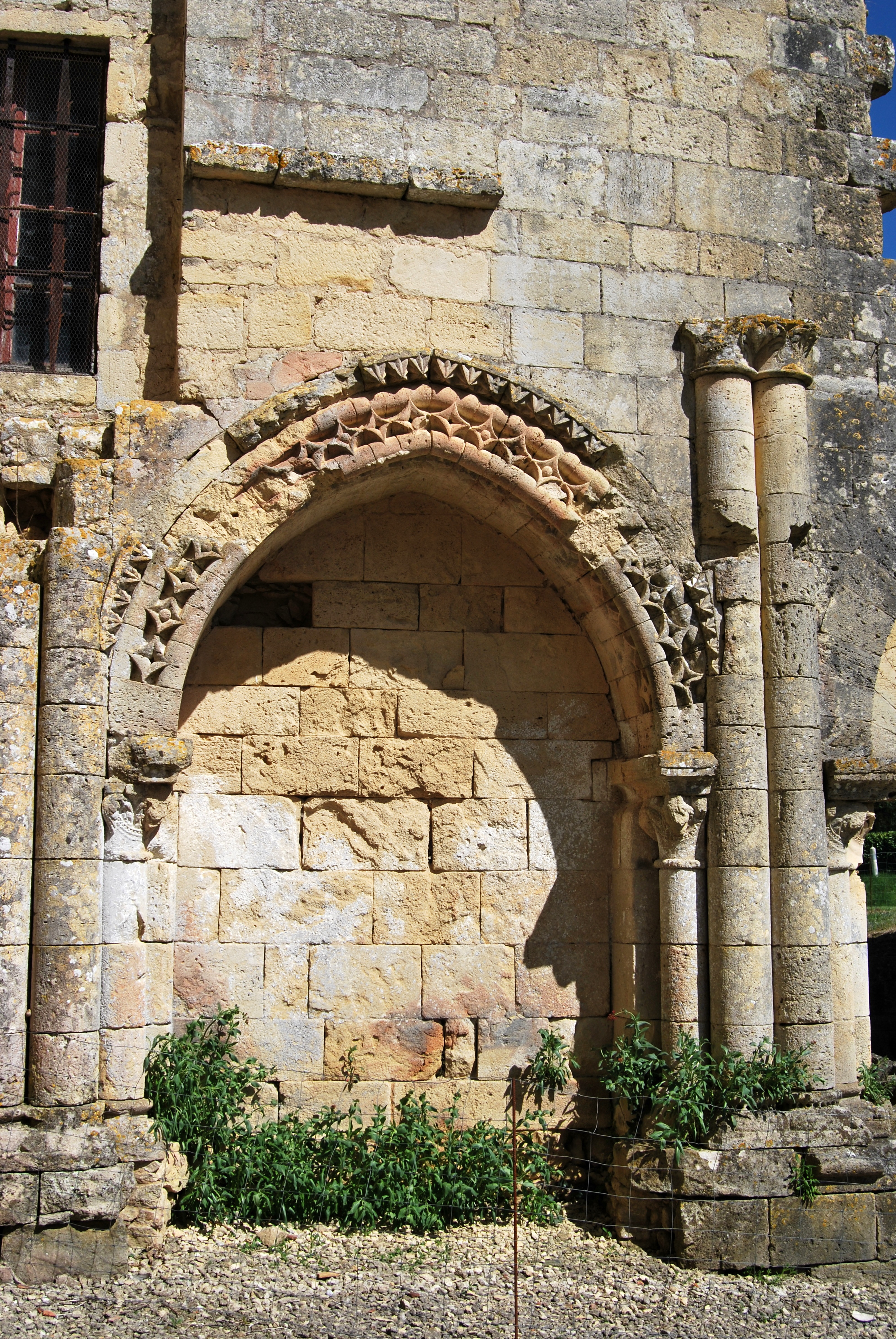
Enfeu.
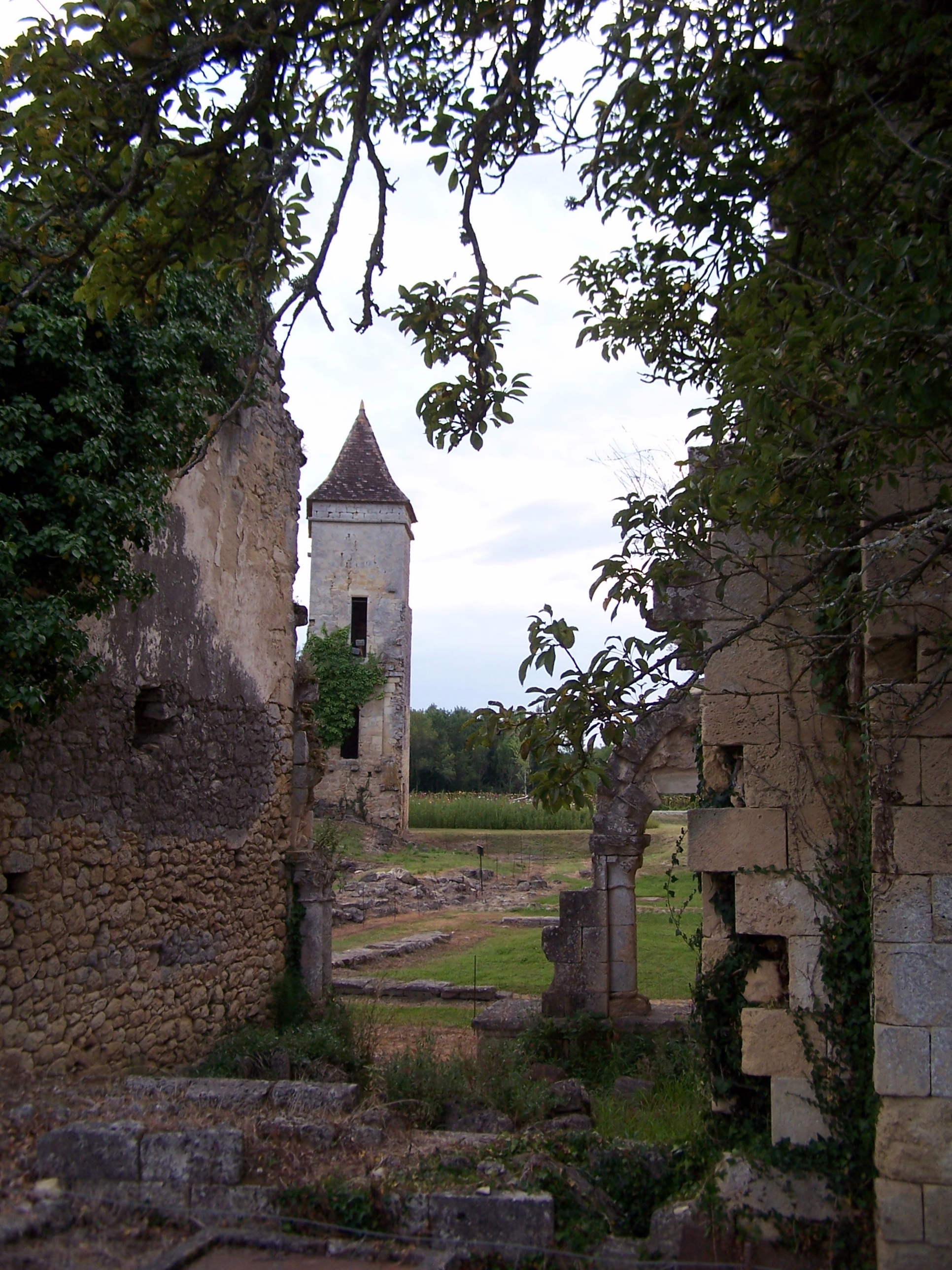
Vestiges de la tour ronde et l'escalier à vis.
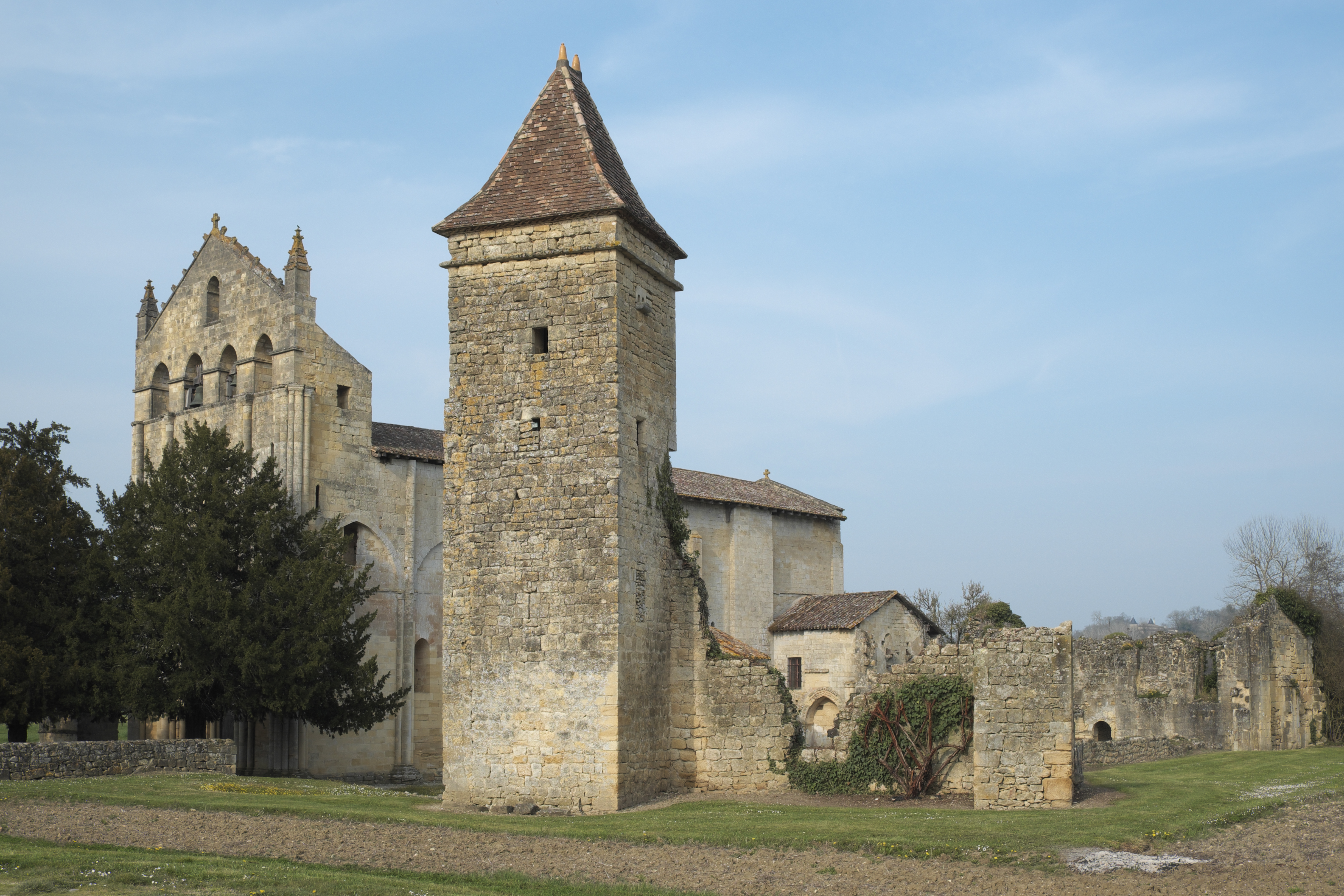
Tour carrée.

Dessins de Léo Drouyn
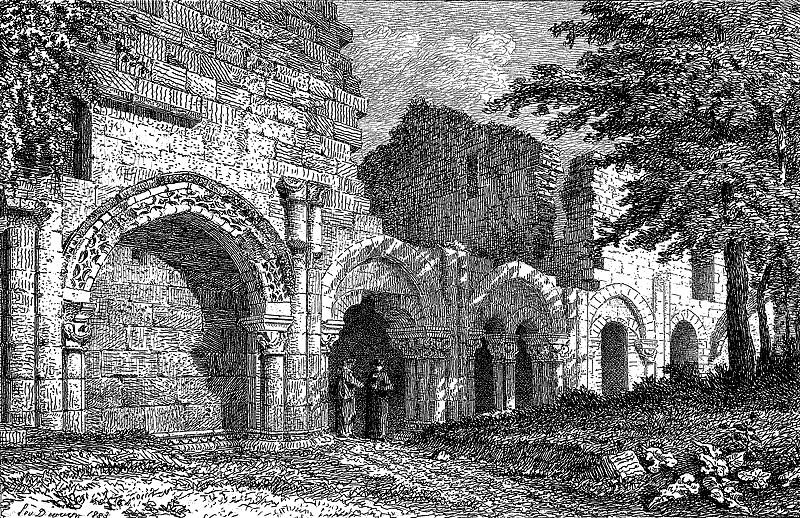
Les arcades du côté est (1883).
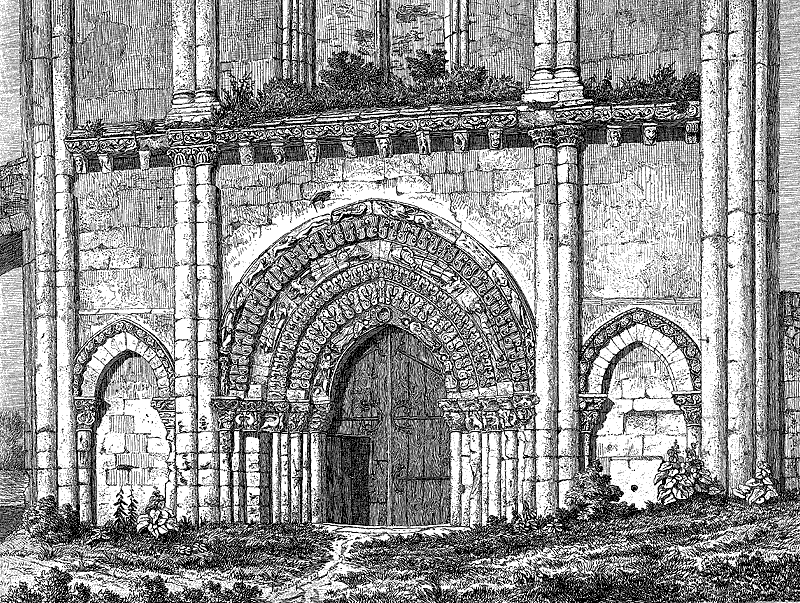
La façade ouest (1845).
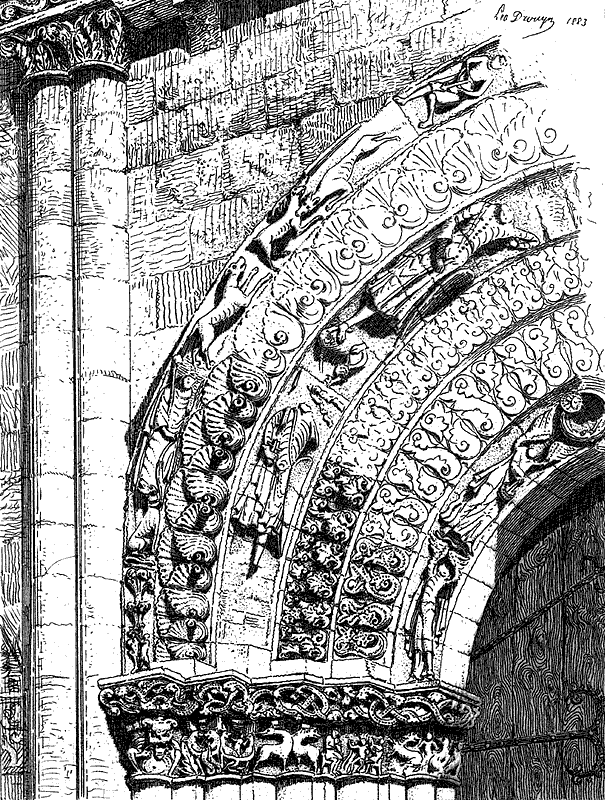
Détail des voussures (1883).

## L'église Saint-Nicolas
L'église Saint-Nicolas se présente de plan rectangulaire, dont l'orientation s'incline un peu vers le nord. Elle comprend trois travées pour la nef plus une travée pour le chœur. Elles sont toutes voûtées d'ogives. Les quatre travées sont de longueurs inégales.
Vers 1150 une rénovation est entreprise : la façade et la première travée sont totalement refaites. Le portail date de cette époque.
L'ensemble de l'édifice est achevé au début du XIIIe siècle avec la construction des voûtes gothiques des travées et la réfection des murs des trois dernières travées soutenus par de nouveau contreforts. Les fenêtres latérales, très simples, sont généralement percées à raison de deux par travée, de chaque côté. Il existe à l'Est quatre baies, posées sur deux rangs, une fenêtre, puis trois fenêtres et, à l'ouest, une large fenêtre géminée, sur deux rangs, une, trois, et à l'ouest une large fenêtre géminée.
Dans la deuxième travée nord se trouve une porte à 4 mètres au-dessus du sol actuel. On l'atteint depuis la nef par une échelle volante. Elle donne sur un escalier qui permet d'accéder sur les voûtes. C'était aussi un refuge en cas d'attaque, comme en 1587.
La porte principale est à l'ouest ; une autre porte, actuellement obturée, ouverte dans le flanc sud de la travée du sanctuaire, donnait dans le cloître.
Au XVIe siècle, un pignon obtus de cinq baies ogivales coiffe la façade.
Au XIXe siècle, l'édifice, longtemps mal entretenu, était très dégradé. En 1844, J. Girard, architecte de la Commission départementale des Monuments historiques, fit un devis des travaux. Ce document est très pessimiste : le mur de façade était « on ne peut plus dégradé ; la porte ne pouvait être réparée « que par le remplacement presque total des douelles, tambours et chapiteaux » ; la fenêtre placée au-dessus de cette porte devait être démolie et refaite », etc. En 1848-1849, il fut procédé à une restauration partielle de l'église. On n'avait heureusement pas exécuté en entier le projet de Girard : dans la porte on avait logé des fûts, taillé maladroitement des bases, substitué des blocs bruts à deux chapiteaux et à la moitié d'un autre. Presque toute la sculpture a été sauvée du désastre.

### La façade occidentale de l'église
Le premier niveau de la façade concerne le programme figuré principal : un portail agrémenté de six voussures sculptées et deux portes latérales aveugles. Le portail de Blasimon appartient à l'école poitevine; il ressemble fort aux portails bien connus des églises Saint-Pierre d'Aulnay, Notre-Dame-la-Grande de Poitiers, Notre-Dame de Charmant ou Notre-Dame-de-la-Couldre de Parthenay.
Un seul thème y est développé, celui de la confrontation du chrétien avec ses passions ou plaisirs : la musique, la danse, la chair et la bonne chère. Les plaisirs ou les instincts sont figurés traditionnellement par les bêtes, puisque les ecclésiastiques avaient coutume de dire qu'ils rabaissent l'homme au rang de l'animal. Pour le programme secondaire, une série de beaux modillons ornent la corniche. L'analyse des chapiteaux est rendue parfois difficile par l'érosion, celle des modillons de la corniche est plus facile.
Les chapiteaux sont tellement serrés qu'il forment deux larges et splendides frises aux sommets des colonnettes. Les six voussures sont richement sculptées. Sur la voussure interne sont disposés quatre Anges ; sur la quatrième, quatre Vertus foulant aux pieds des Vices ; l'archivolte externe porte des scènes de chasse ; le reste des voussures est couvert d'une flore stylisée.
Le deuxième étage est aniconique, à l’exception d'une tête du XIIIe siècle encastrée en réemploi. L'arcature campanaire du troisième niveau est postérieure aux destructions perpétrées par le siège des Huguenots en 1587. Le pignon triangulaire à cinq baies ogivales, ajouté au XVIe siècle, n'a pas de sculpture figurée.

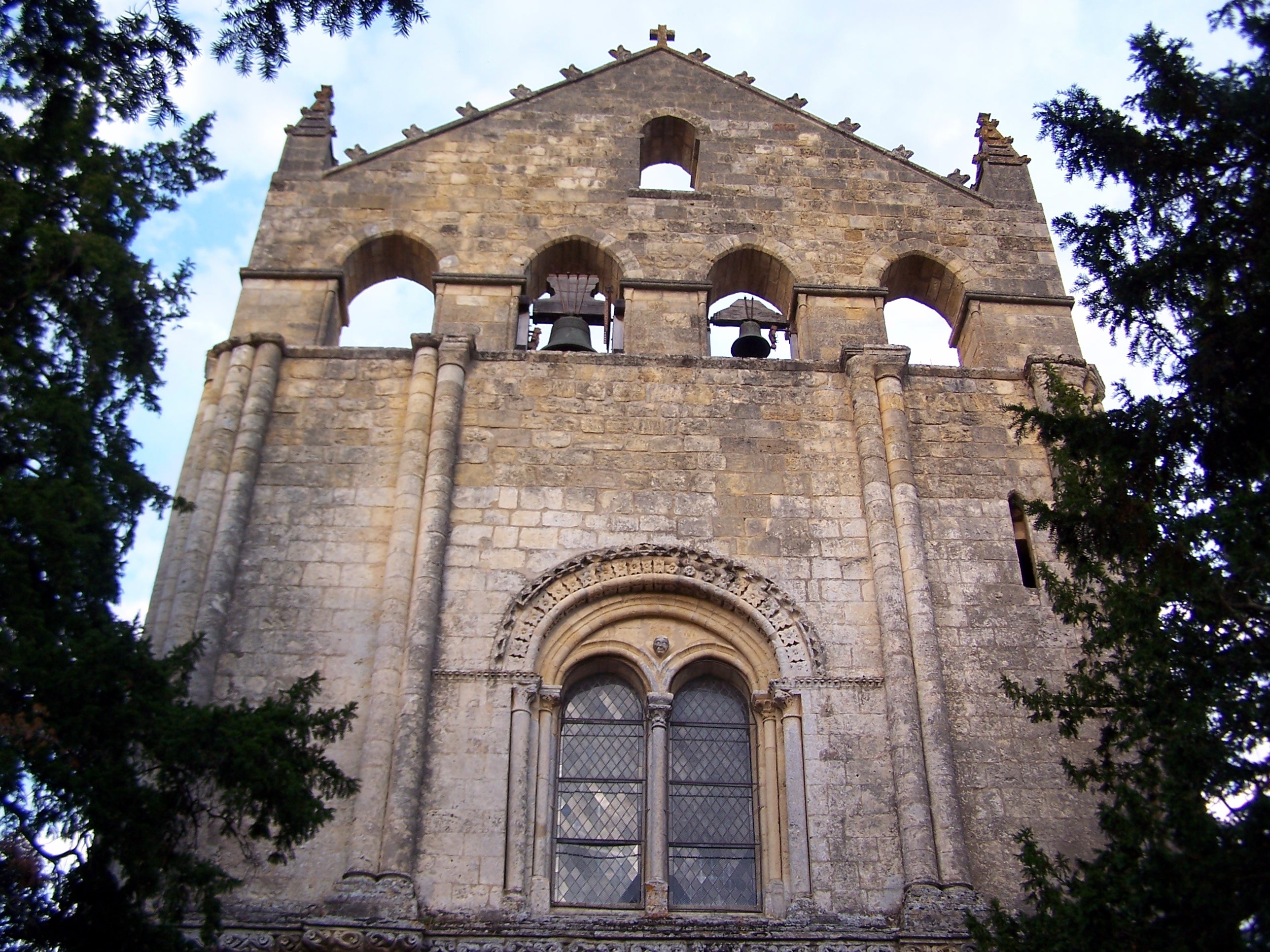
Partie supérieure de la façade ouest.
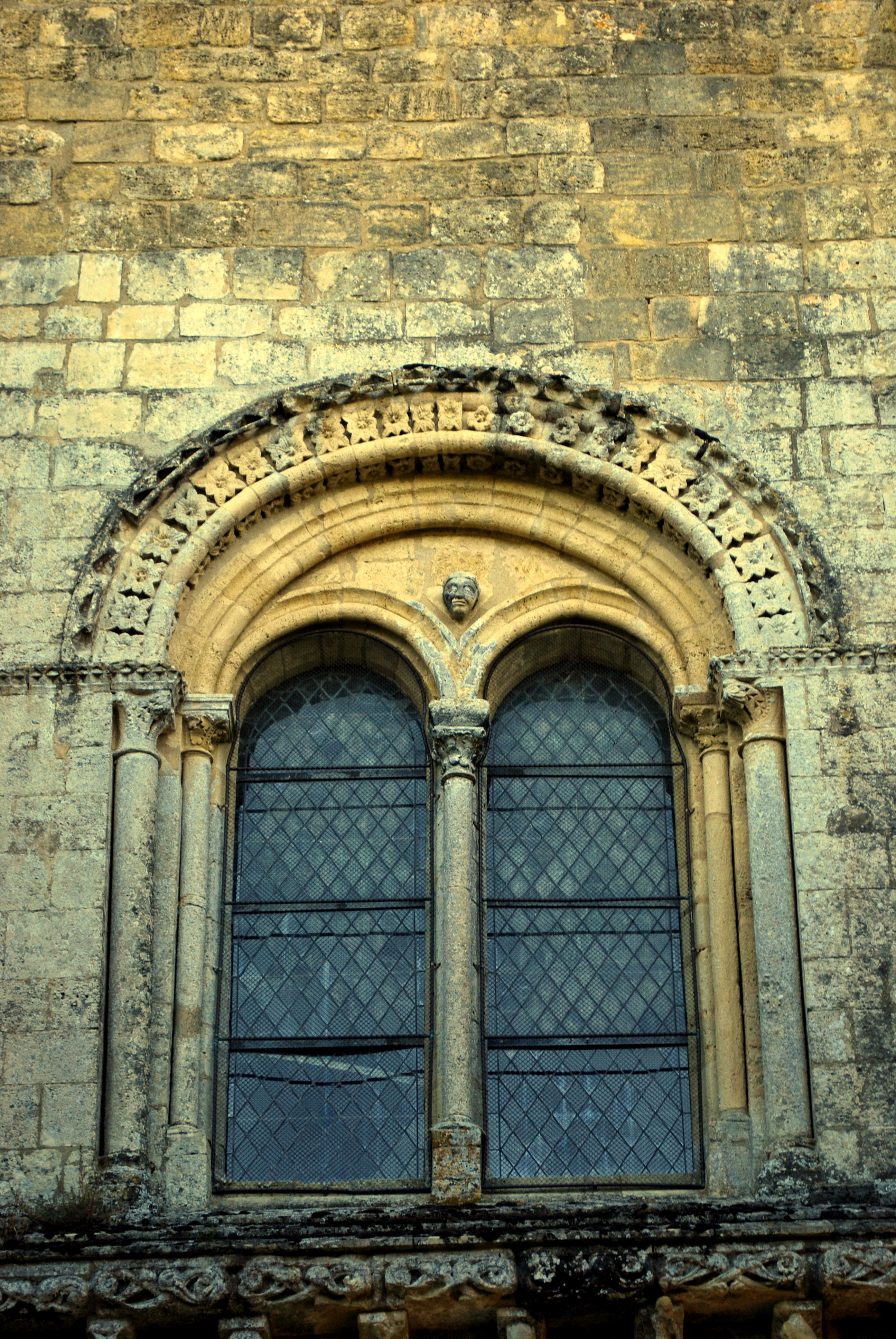
Fenêtre ouest.
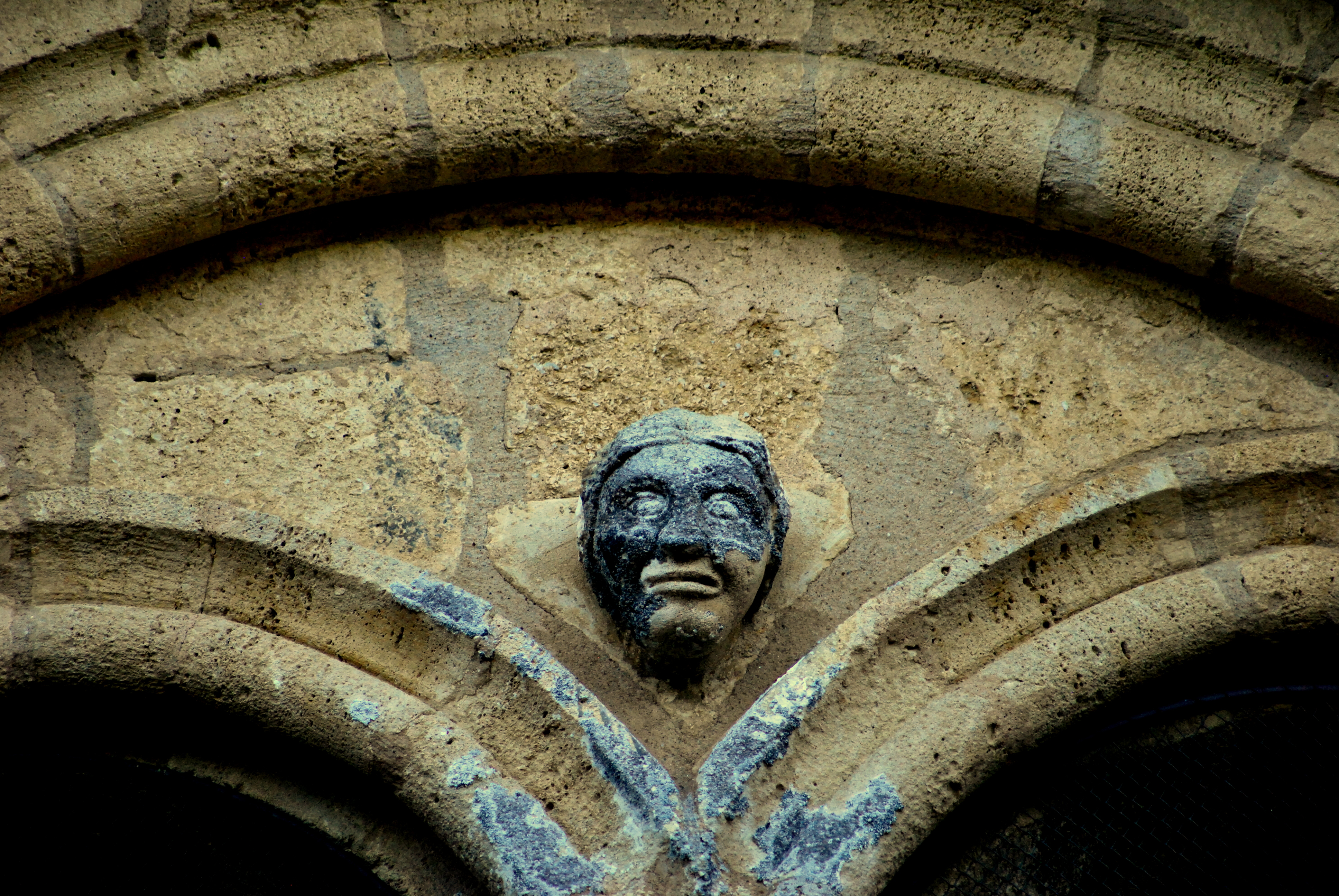
Ré-emploi de sculpture.
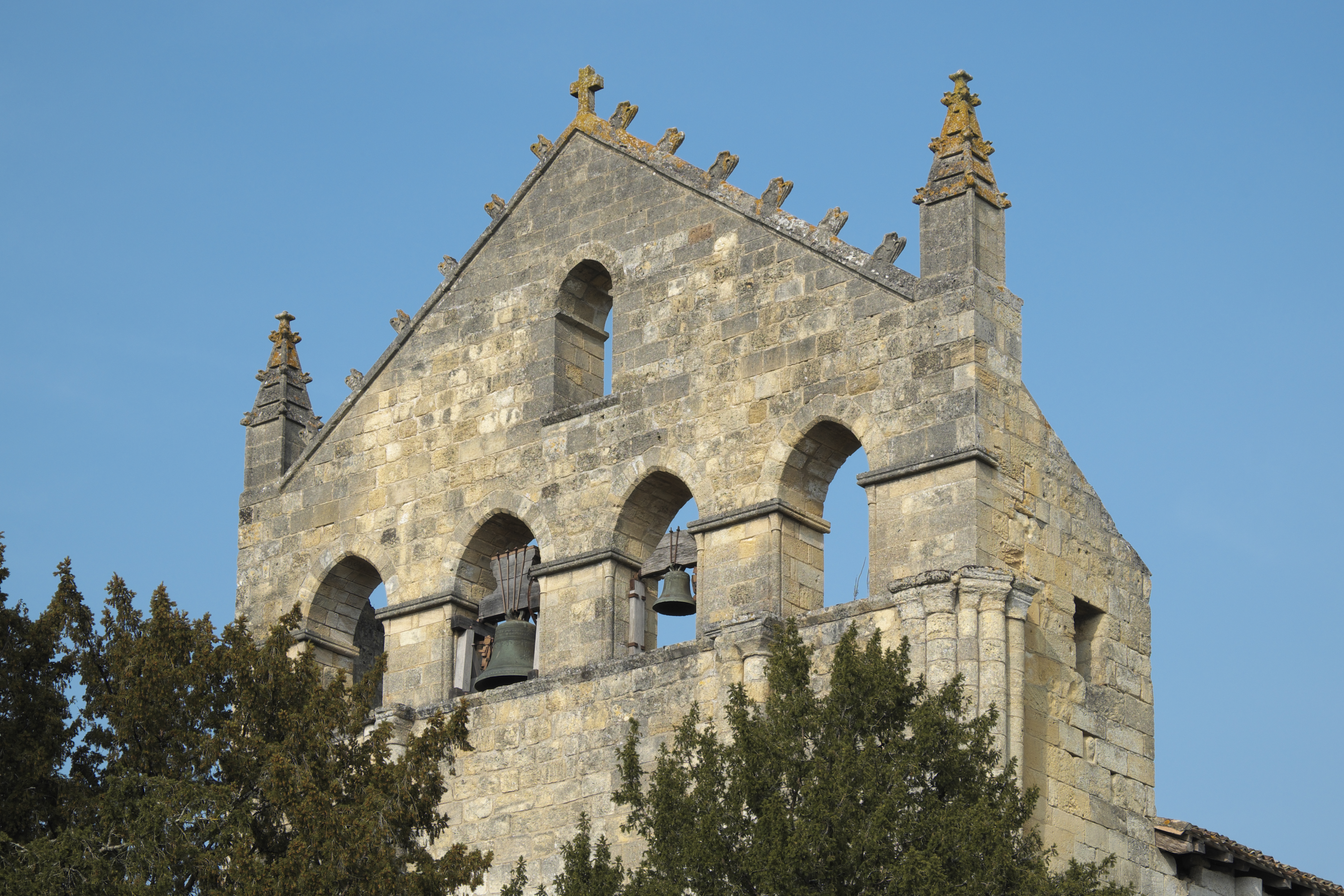
Le pignon.

#### Le portail principal
Le portail a été classé en 1875. Les sculptures sont considérées comme étant parmi les plus belles de la Gironde.
La comparaison de la photographie de Jean-Auguste Brutails, de 1912, avec une photographie de 2015, montre que l'état du portail s'est dégradé depuis un siècle. Des mesures de conservation s'imposent.

##### Ébrasure sud
Chapiteaux I et V : sculptures modernes.

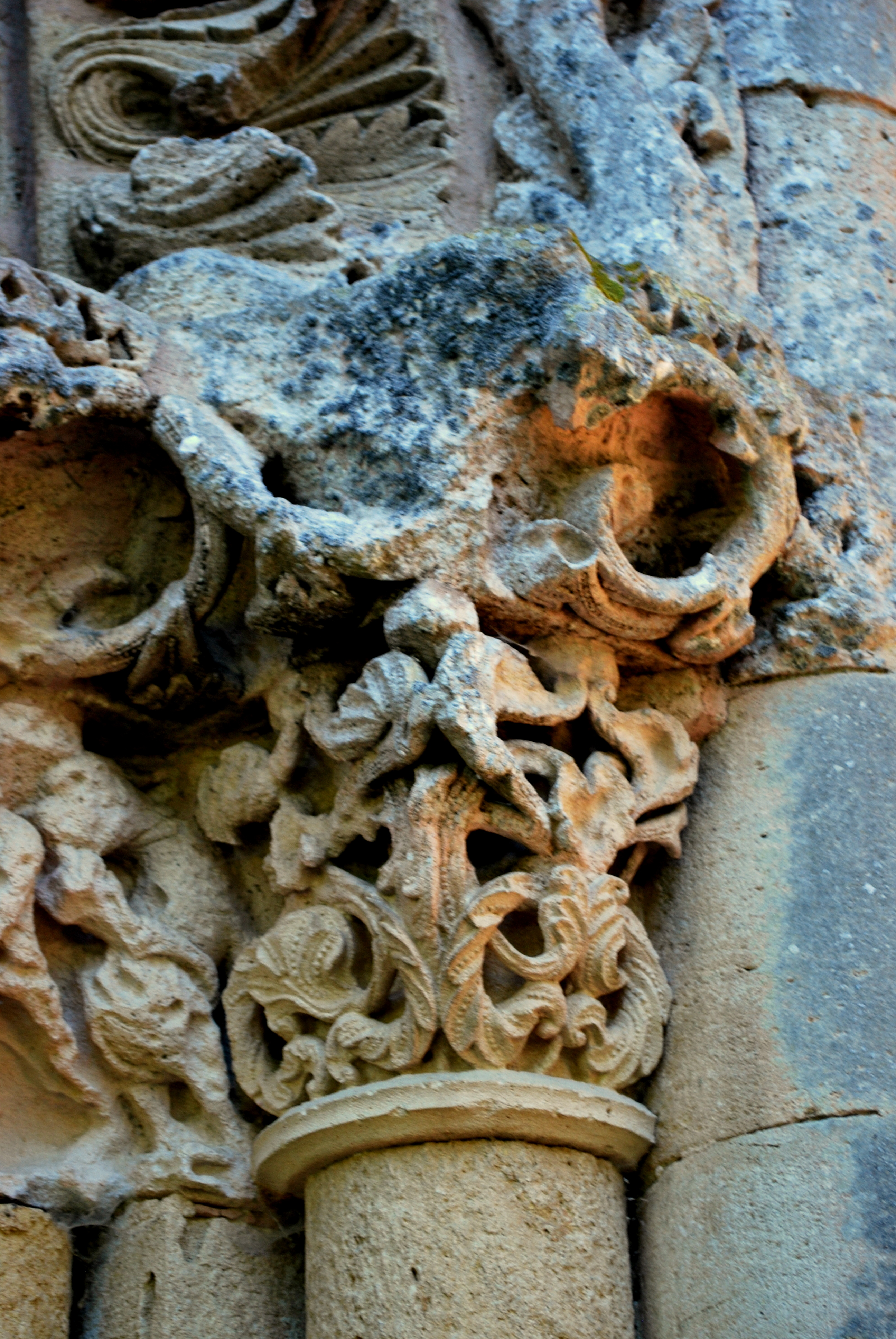
Chapiteau V.

Sur la gravure de Léo Drouyn (1843) on discerne un chapiteau I sculpté sur deux colonnes, mais sans pouvoir distinguer les détails. Le chapiteau V porte un décor végétal. La photographie de Brutails (1912) est nette. Le chapiteau I, la partie basse du chapiteau V et ses colonnes, sont neufs, sans sculpture. Ils datent de la restauration de 1848-1849. Aujourd'hui, on trouve des chapiteaux I et V sculptés : pour le chapiteau I, un homme écartant de sa tête serpents et quadrupèdes ailés et pour le chapiteau V un décor ornemental. En effet, les deux corbeilles ne datent que de 1961. Il est peu probable que le scénario du chapiteau I ait le moindre rapport avec le chapiteau historié originel.

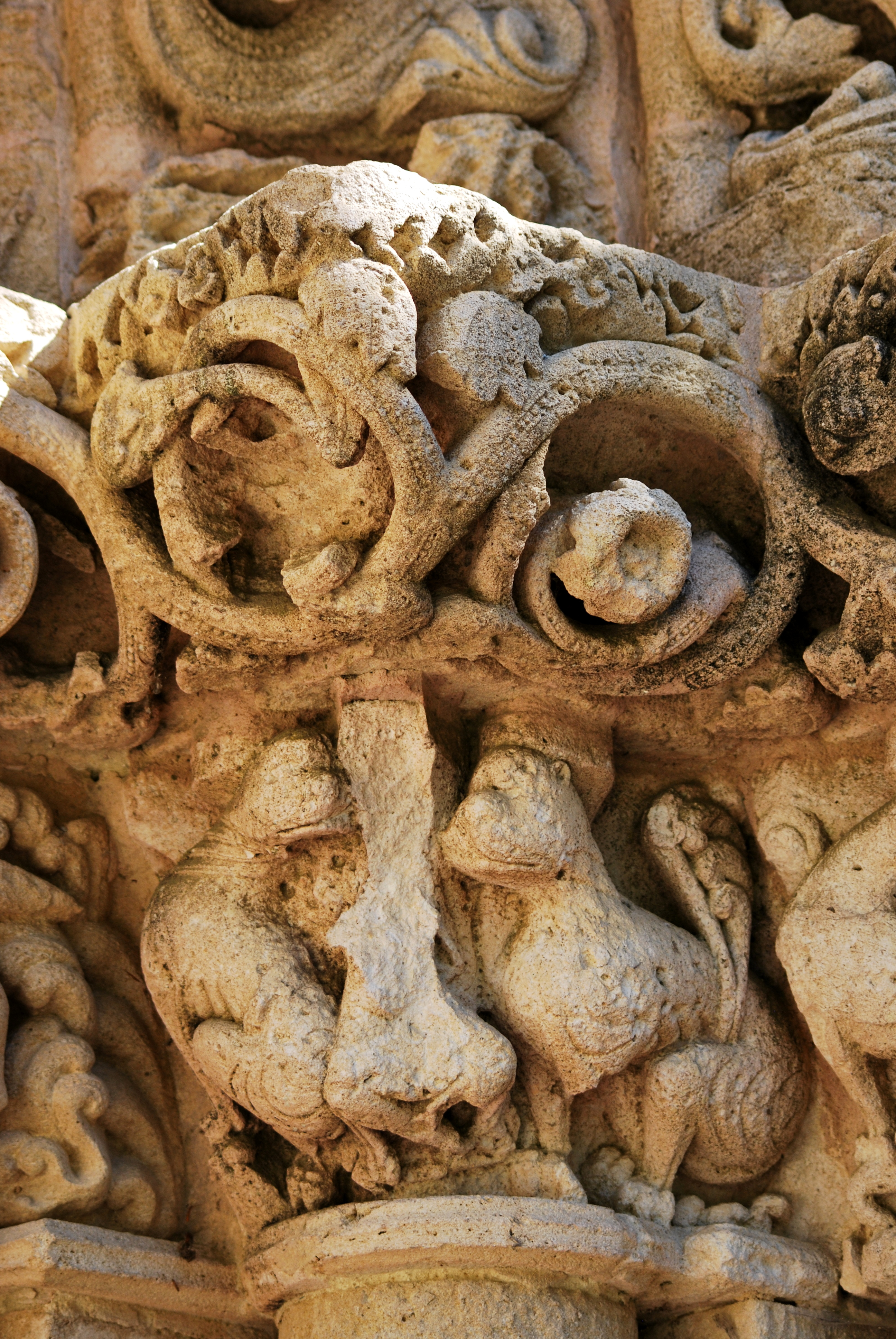
Homme caressant les lions.

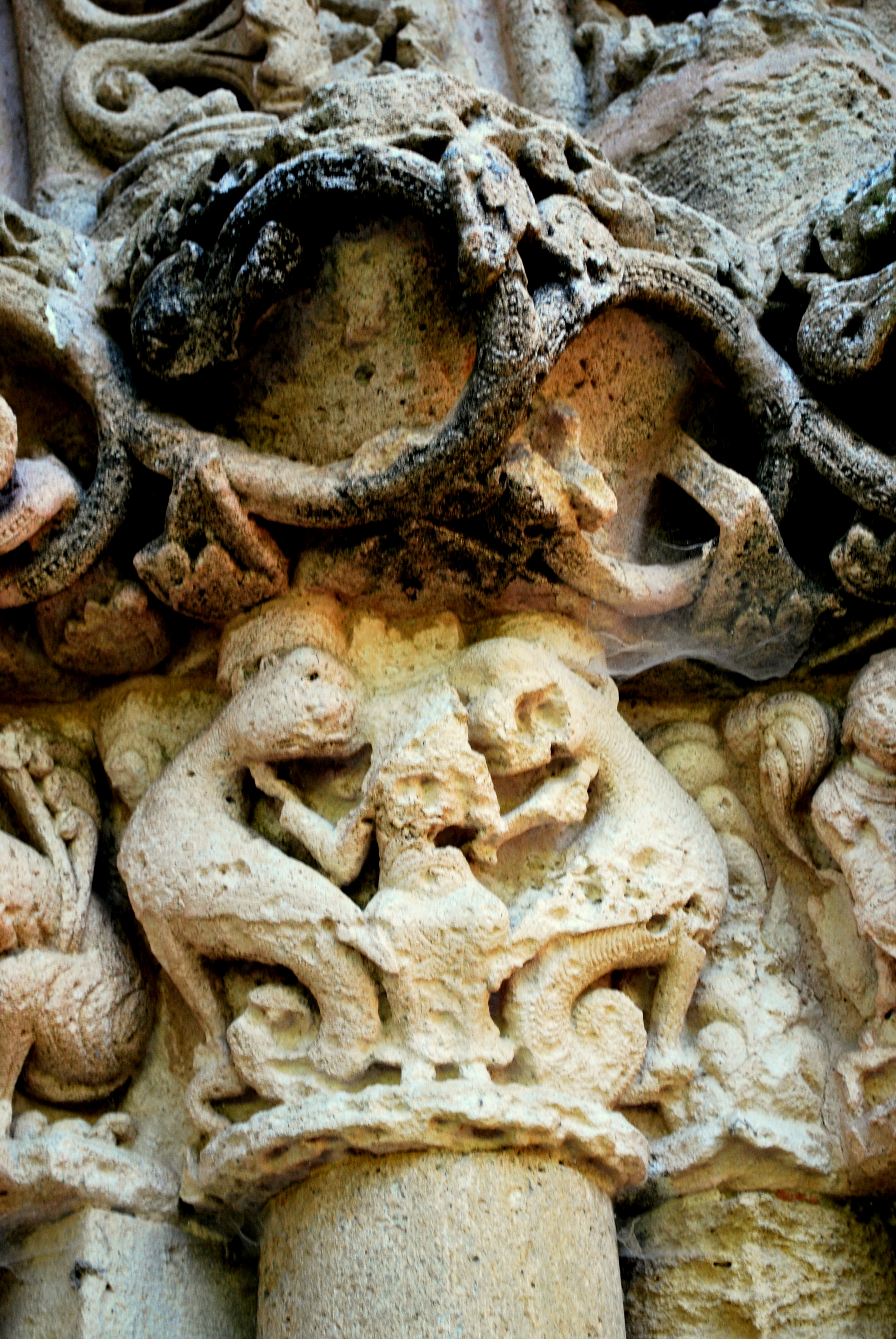
Homme tuant les lions.

Chapiteau II : homme caressant les lions. La corbeille est assez érodée. En 1843, Léo Drouyn l'avait dessinée et il y a des détails que l'on ne trouve plus aujourd'hui. Sur l'angle de la corbeille, un homme, assis sur un siège orné de pieds animaliers, les jambes croisées, est encadré par deux lions assis, dont la queue rentrée s'épanouit en panache. La tête du personnage est penchée du côté gauche et son bras droit touche la poitrine du fauve situé de ce côté. Le scenario n'est pas celui d'un Daniel dans la fosse aux lions, mais d'un contre-exemple, comme sur le chapiteau IV de l'ébrasure nord. Le bon exemple s'enchaine immédiatement.
Chapiteau III : homme tuant les lions. Un personnage en robe longue est assis entre deux lions adossés et détournés, qui penchaient leur tête vers la sienne. Insensible à leurs tentations, l'homme vient de planter un coutelas dans la gorge de chacun. Par comparaison avec l'exemple précédent, au lieu d'écouter ses propres démons, l'homme a trouvé la force de les dompter.

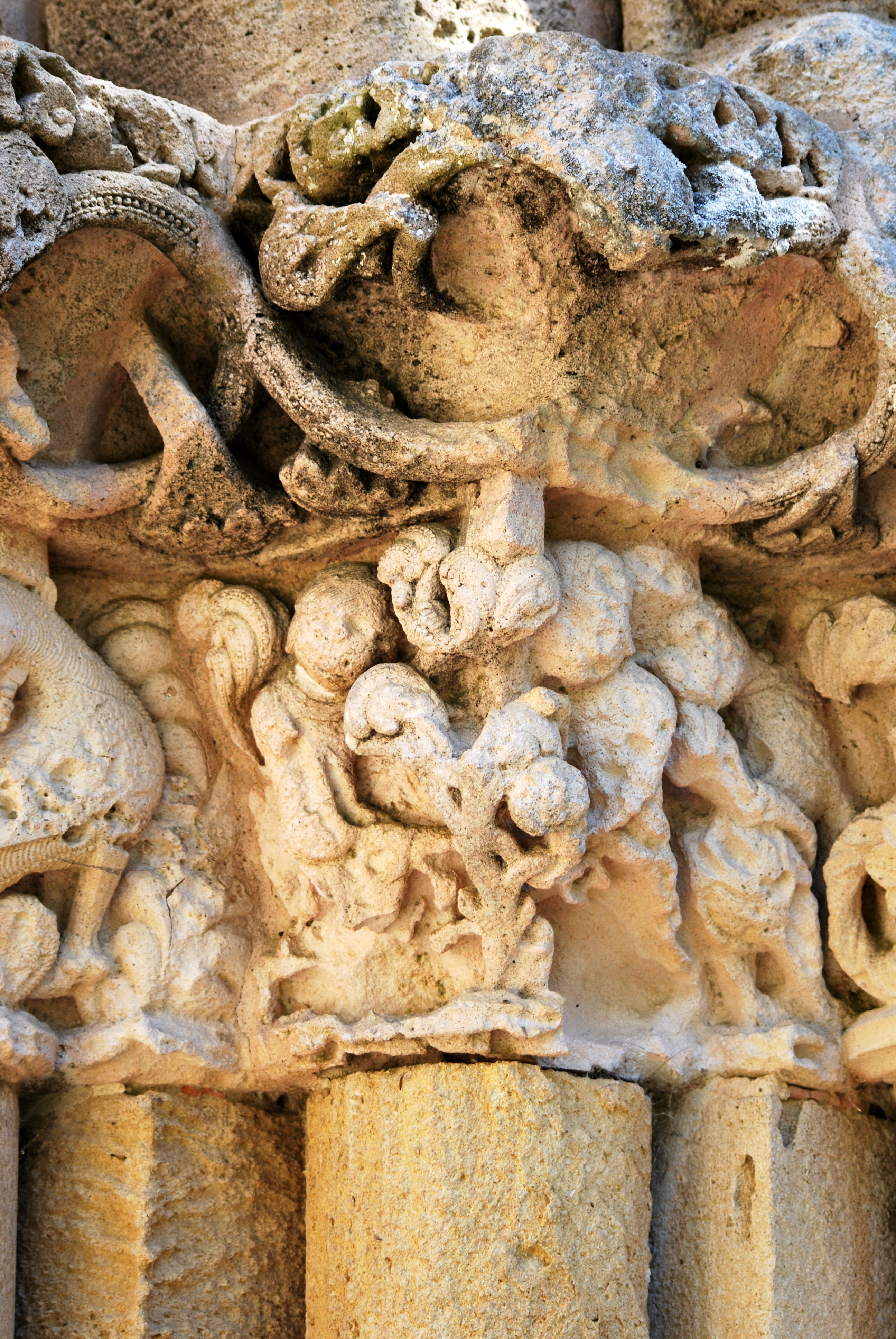
Deux hommes autour d'un arbre.

Chapiteau IV : deux hommes autour d'un arbre.
Sur l'angle de la corbeille se trouve un arbuste étrange, avec des rameaux et des fruits ronds. Sur chaque côté de l'arbre, on peut observer un jeune homme sémillant, peigné avec affectation, en train d'empoigner les rameaux. Derrière l'homme à droite, un lion, avec queue rentrée et épanouie, les observe.
La corbeille est aujourd'hui dégradée, mais il est évident qu'à l'origine la sculpture était très raffinée et il est improbable qu'elle représente deux paysans locaux en train de tailler un arbuste quelconque, surtout avec le lion maléfique. Il faut rechercher une signification moins banale et reliée au registre moralisateur.

##### Ébrasure nord
Chapiteau I : hommes caressant des animaux.
Ce chapiteau double est partiellement authentique. La partie basse des deux corbeilles a été refaite en 1961.
La face interne montre un homme à cheveux longs en tunique. Il élève son genou droit comme pour escalader. De sa main droite il lisse le plumage d'un oiseau géant et sa main gauche touche la queue tirebouchonnée d'un lion, que l'érosion a ravagé.
Sur la face externe de la corbeille se trouve un personnage (aujourd'hui décapité) qui écarte ses deux bras pour caresser l'encolure de deux félins qui  détournent la tête. Deux gros tentateurs, un poisson géant au corps torsadé et un oiseau tenant dans ses serres une crosse végétale, effleurent les oreilles de l'homme.
Ces deux hommes, captivés par l'animalité, symbolisent des pécheurs. Pour celui qui caresse la queue du lion, il s'agit d'un péché sexuel.
Chapiteau II : musiciens et danseuse.

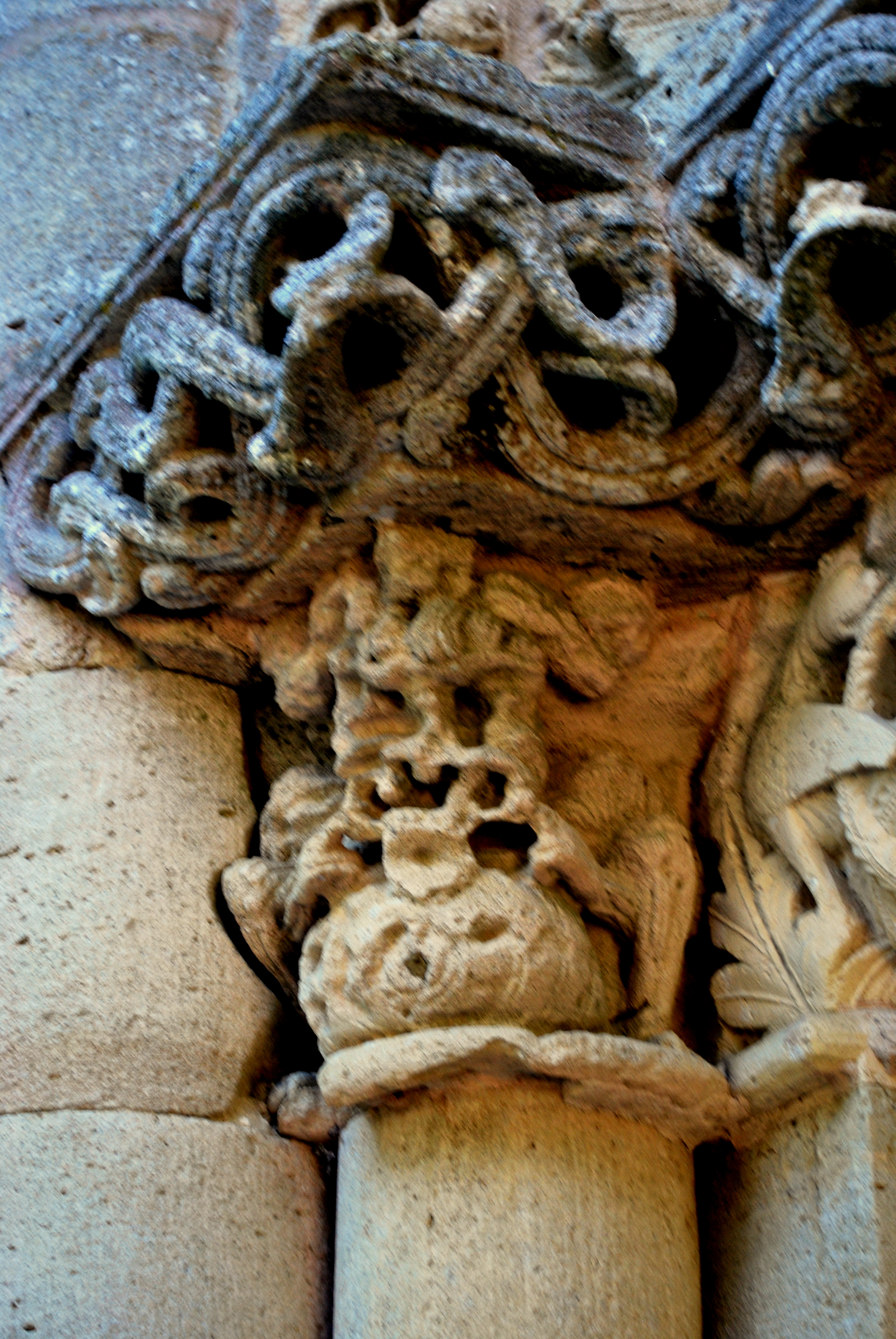
Démon impudique.

Sur l'angle de la corbeille se trouve une danseuse (décapitée et sans avant- bras). Elle porte une robe longue, qui, sous le mouvement de la danse, est entrouverte et montre ses jambes et ses cuisses. De chaque côté de la danseuse, assis sur des chaises en bois tourné, on observe des musiciens. Celui de gauche, aux cheveux crépus, joue de la vièle et celui de droite, aux cheveux longs, joue du psaltérion. Tous les deux sont nu-pieds et avec les jambes croisées.
Le jeu des jambes dans la symbolique  médiévale du corps était propre aux noceurs et libertins. Le thème de la danse était une incitation à la luxure.
Chapiteau III : deux félins affrontés.
La face droite de la corbeille est plus dégradée que celle à gauche. On voit deux félins à long cou affrontés à un bouquet végétal sur l'angle en détournant la tête. L'animal à gauche tient le bout de sa queue dans la bouche. Cette dernière, ornée d'un galon perlé, après s'être glissée entre les cuisses, remonte en boucle au-dessus de la croupe.
Dans le répertoire médiéval, l'image de la queue était le substitut iconique pour représenter le sexe mâle et désigner les péchés honteux lorsqu'elle était rentrée. Il existe des dizaines de milliers d'exemples dans le bestiaire roman.
La bête à droite a perdu sa tête et une partie de sa queue. Il est probable que la sculpture soit symétrique.
Chapiteau IV : dragons et faux dompteur.
Au centre de la face principale se trouve un petit démon nu. Il lève ses mains pour se saisir de la langue des deux dragons qui l'encadrent. Ses jambes, très écartées, se terminent par des griffes qu'il referme sur la queue serpentine des deux monstres. Sur l'autre face de la corbeille, deux dragons ailés s'affrontent. Ils ont mutuellement emmêlé corps et queues de telle façon que chacun suce sa propre queue.
Le scenario est une parodie, assez populaire, de l'homme « Maître des bêtes », où l'homme maîtrise ses instincts animaux en repoussant ou en tuant des monstres lubriques. Ici, l'homme fait union avec les bêtes en tenant leur langue. Le bon exemple à suivre est celui de l'homme sur le chapiteau II de l'ébrasure sud, où il tue les monstres maléfiques. C'est peut-être aussi le sens de son voisin, le chapiteau I (de 1961).
Chapiteau V : démon impudique.
Sur l'angle de la corbeille se trouve un démon hirsute et cornu. Il est accroupi et a passé ses bras sous ses cuisses, puis les a remontés pour que ses deux index puissent maintenir sa bouche grande ouverte. Sa langue saillit et pendouille sur le gland d'un pénis gigantesque, percé d'un profond méat urinaire. Dans la typologie romane cette caricature se trouve fréquemment. Par exemple sur la fenêtre sud de l'église Saint-Herie de Matha (également une création et dépendance des moines de Saint-Jean-d'Angély), sauf que dans ce cas le 'démon' est un moine dévêtu ; à Vézelay, sur le chapiteau qui raconte l'enlèvement du beau Ganymède par le lubrique Zeus, une grosse tête de démon cornu fait le même geste ; à La Chaize-le-Vicomte, sur un chapiteau dans la nef, le moine qui sodomise un confrère tire également sa langue.
Des démons, tireurs de langue ou des commissures sont légion parmi les modillons (voir Iconographie des modillons romans pour plus de détails). C'est une mimique qui avait valeur de provocation grave et d'insulte à caractère sexuel, à ne pas confondre, comme certains guides le disent, avec le péché de gourmandise.

##### Les voussures

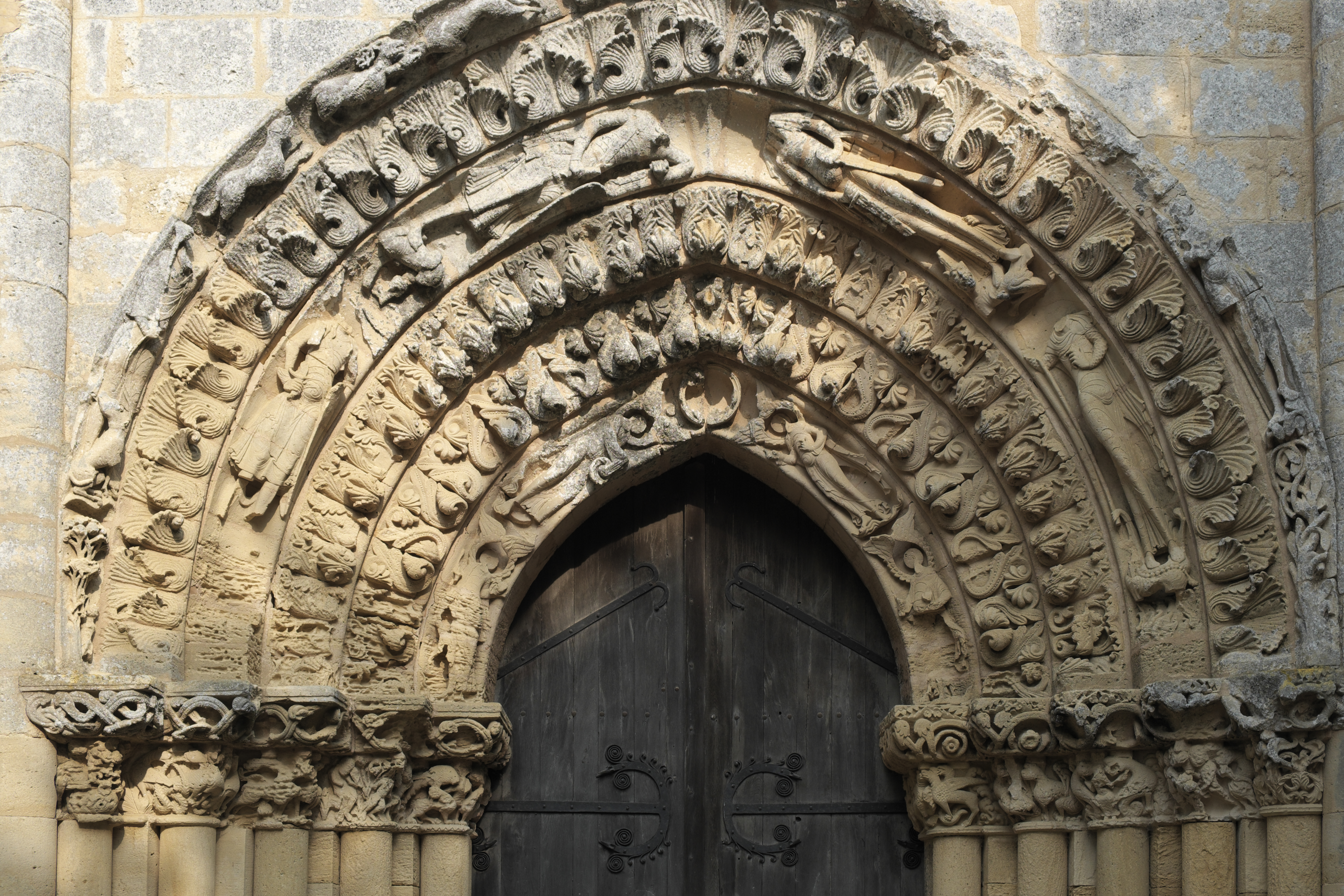
Les voussures.

Trois des six voussures sont historiées, qui alternent avec des séries de feuillages ornementaux en très haut relief. Toutes les figurations humaines ont été décapitées, soit par les Huguenots de 1587, soit lors de la Révolution française.
Les voussures historiées (I, IV et VI) ont comme thèmes : Les anges adorant l'Agneau de Dieu ; quatre Vertus domptant quatre Vices et trois scènes de chasse.
II faut ajouter le portail de Blasimon à la liste de ces portes dont l'ornementation est inspirée de la Psychomachie de Prudence.
Voussures II, III : décor végétal.
Les voussures II, III et V sont des séries de feuillages ornementaux en très haut relief : les uns en S perlés, mais surtout ces feuilles plissées et accolées en éventail. La voussure V est illustrée avec la voussure IV. Elles sont parmi les plus belles que l'art roman ait produit. Leur style indique clairement leur origine poitevine.

Voussures II et III
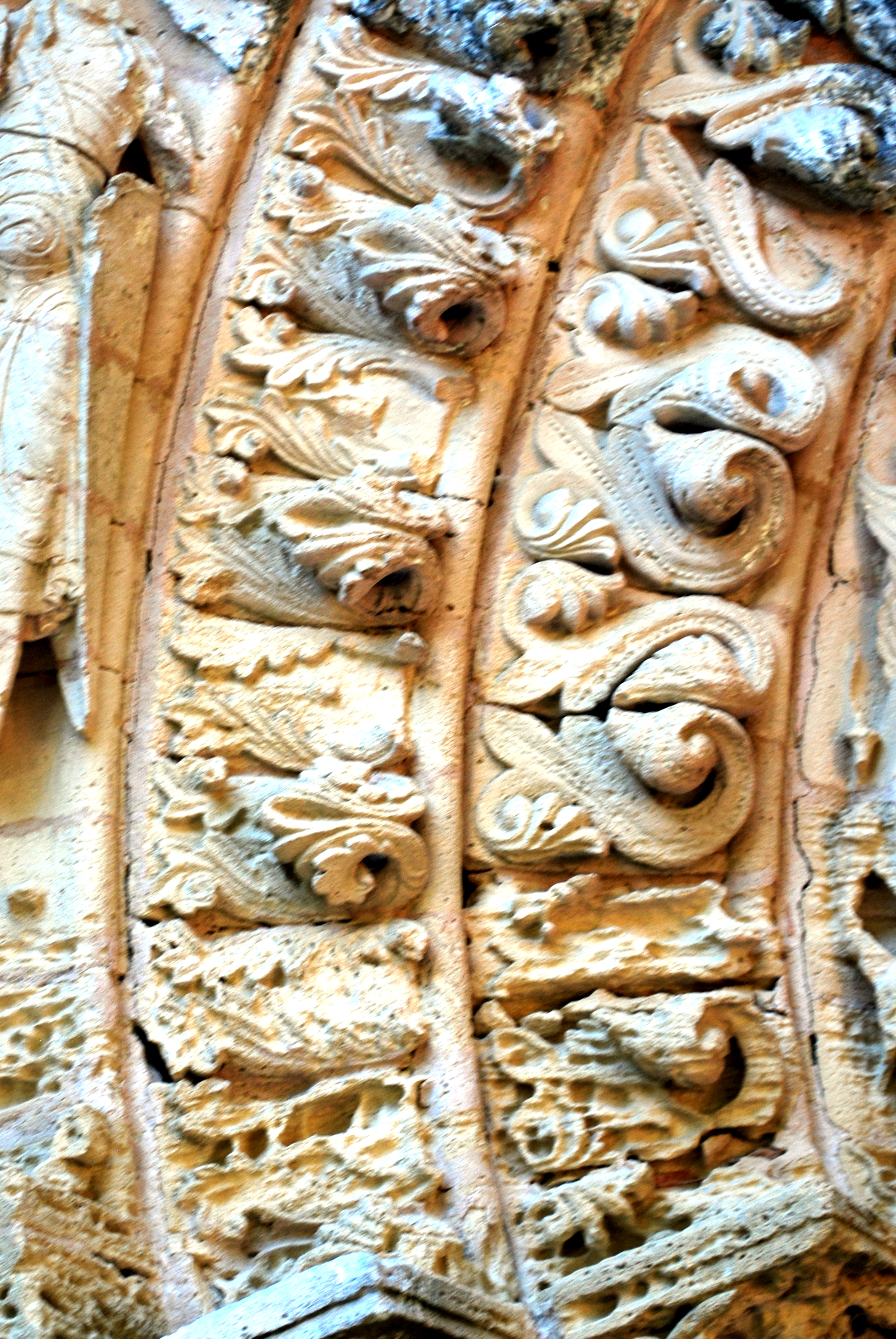
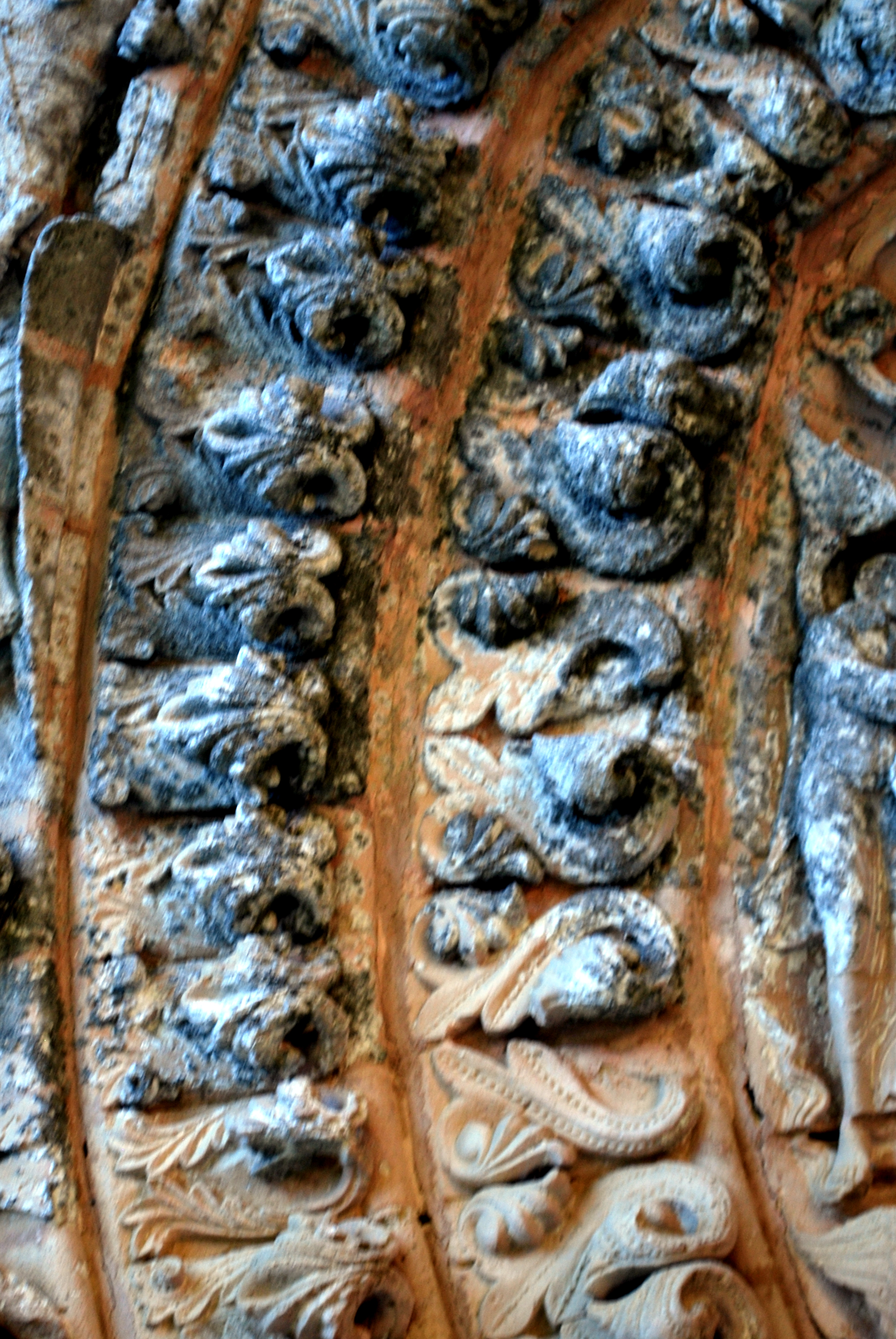
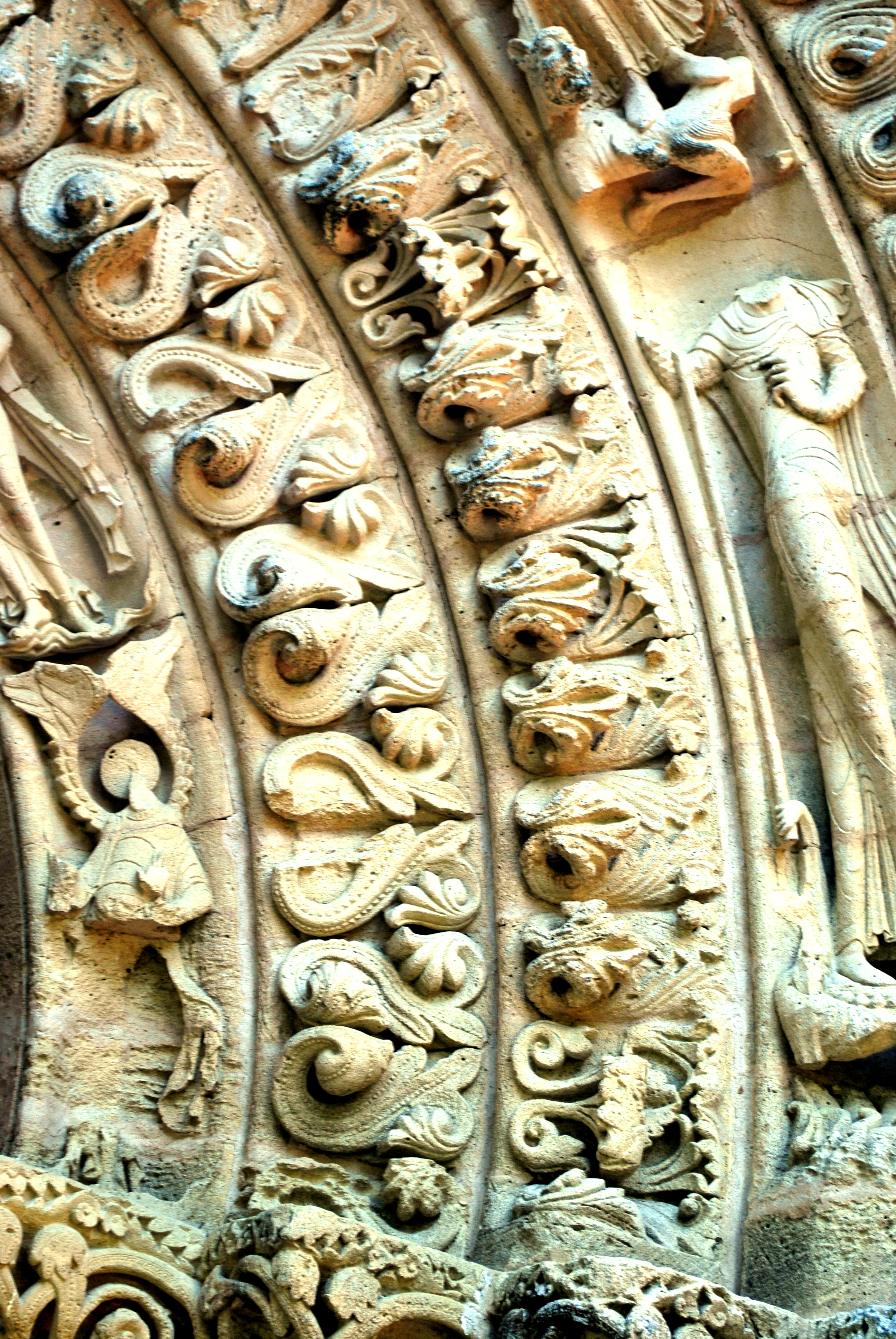
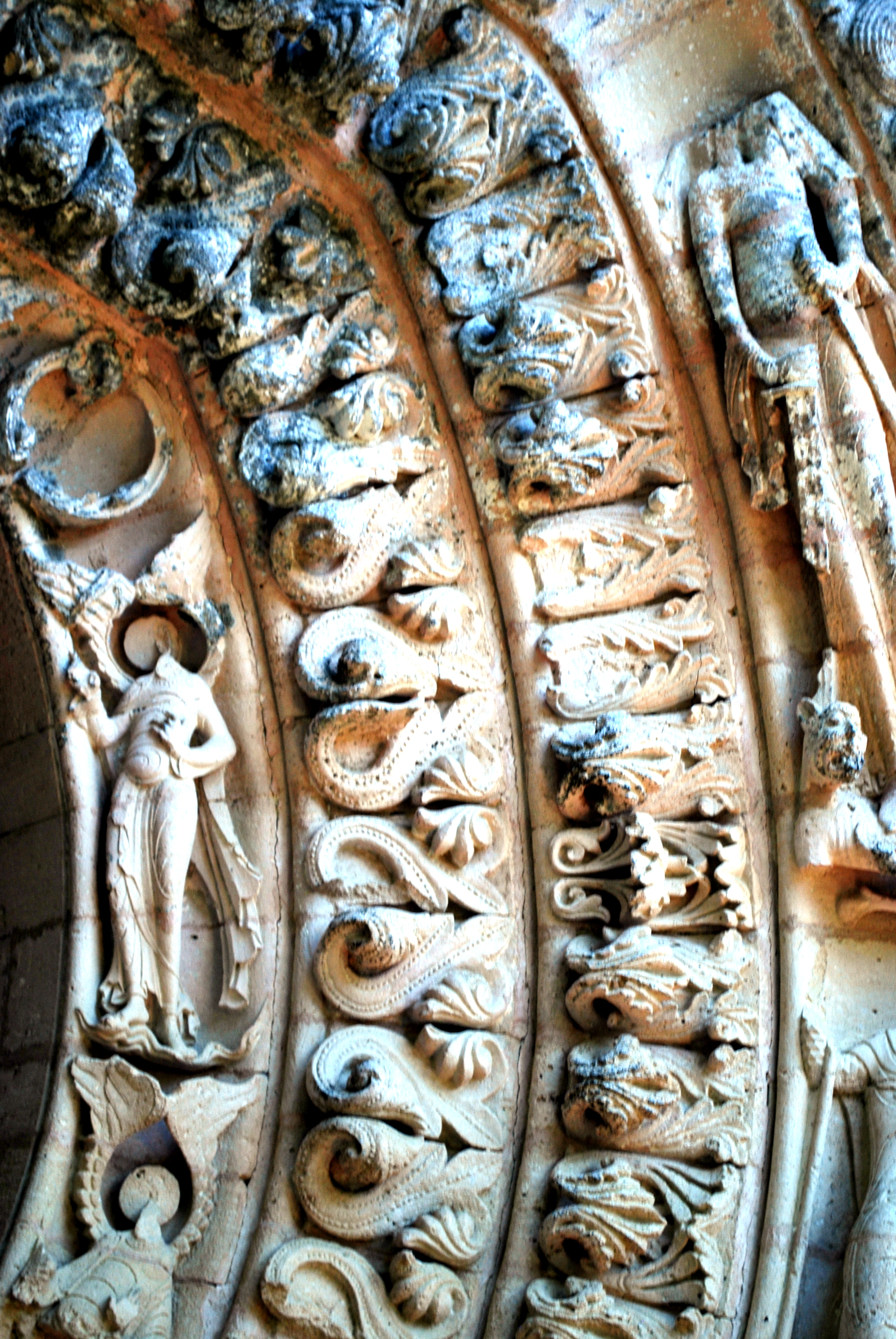

Voussure I : les quatre anges.

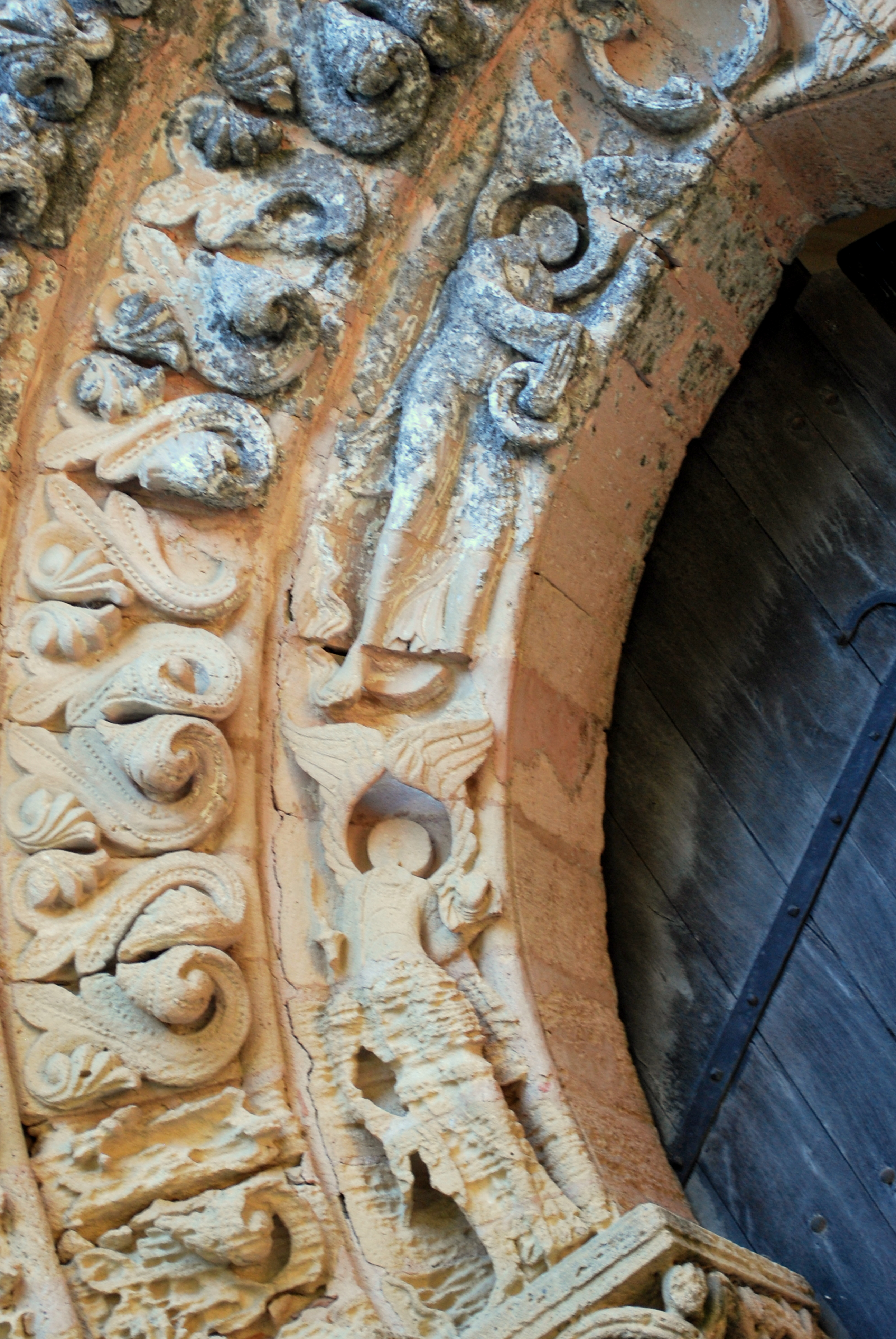
Voussures I et II, nord.

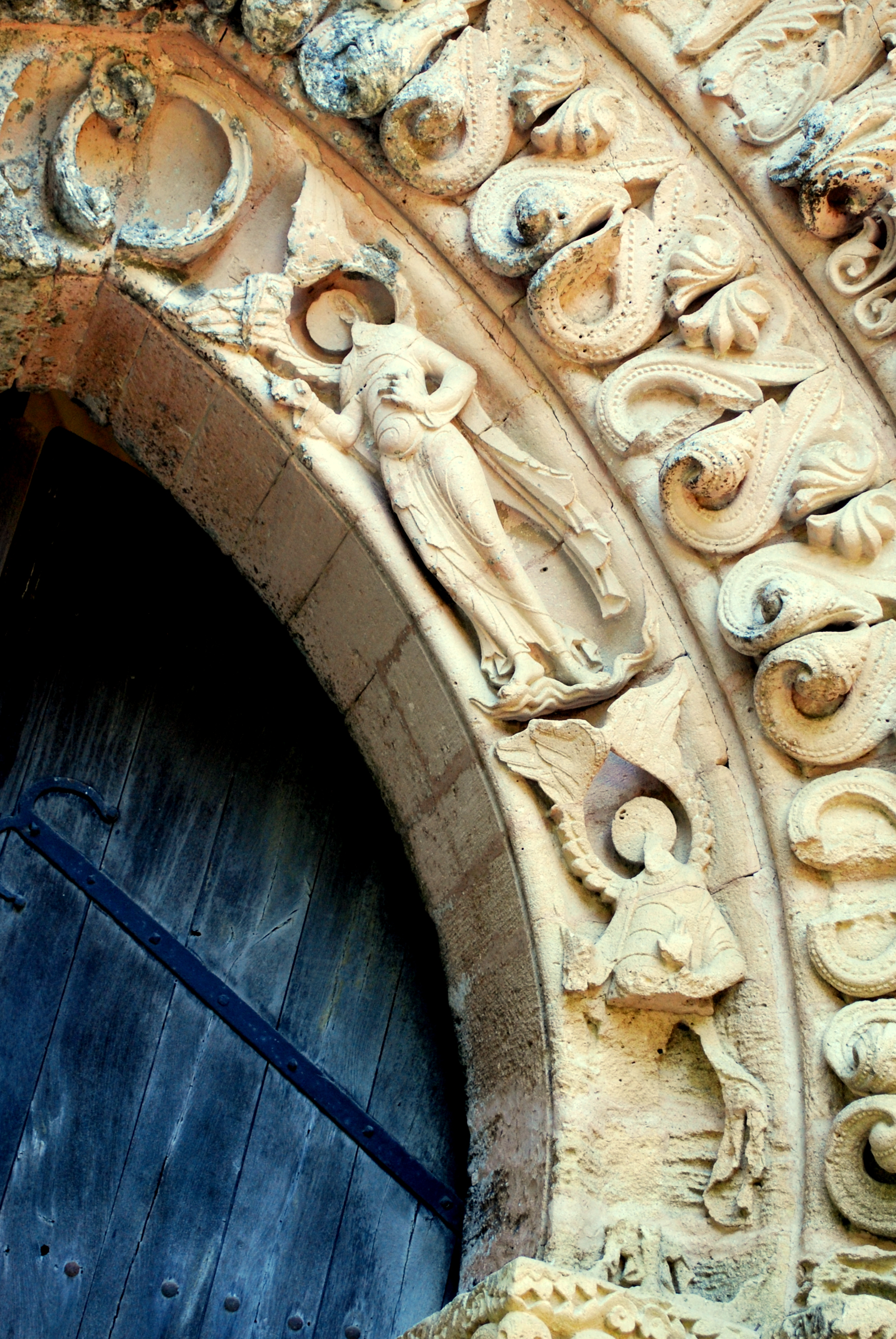
Voussures I et II, sud.

Les quatre anges se tiennent debout au creux de la voussure. Ils sont nimbés, vêtus de tuniques longues et foulent de leurs pieds nus les nuages arrondis. Leurs ailes, évidées en cercle, sont pointées en direction d'un clipeus sommital entourant l'Agneau de Dieu, vers lequel ils font acte d'adoration (de l'agneau il ne reste que des bribes éparses : un nimbe crucifère, des fragments du Livre, une patte arrière et une partie de la queue).
Pour des anges du premier niveau, seuls le torse peut se prêter à l'analyse. Tous les deux présentent à l'observateur une paume ouverte, en signe d'apaisement. L'autre main fait un geste difficile à interpréter.
L'ange au deuxième niveau au sud est complet (sauf pour la tête). On le voit lever l'index de la main droite pour bien montrer l'agneau crucifère. La paume de la main gauche est tournée vers sa poitrine. Celui au nord a la paume de sa main gauche tournée vers l'observateur et son bras droit pointe vers le ciel. L'ange portait divers objets. Autour de la main gauche on voit clairement une couronne et pour la main droite, malheureusement disparue, on discerne quelques fragments d'objets sur l'aile gauche. Il est possible que l'ange présentait à l'Agneau les Arma Christi : couronne d'épines, clous, lance etc.
Voussure IV et V : quatre Vertus domptant quatre Vices et décoration végétale.
La voussure IV est la plus célèbre des voussures de Blasimon. Sous une forme allégorique, les Vertus, des guerrières déterminées, armées, souvent casquées d'un heaume conique et portant un bouclier, piétinent et pourfendent les Vices qui leur sont corrélés. L'Enfer est aussi présent sous forme de flammes sous les corps des vaincus. Seule l'épigraphie permet d'identifier  ces couples antagonistes. Par exemple, à l'église Saint-Gilles d'Argenton-les-Vallées le chanfrein légendé donne l'identification de chacune : CASITAS (la chasteté)  tue à coup de lance LIBIDO (le désir érotique) ; PACIENCIA (la patience) extermine IRA (la colère) etc. Ici, la voussure n'est pas légendée et seulement un couple au sud, où la Vertu tue un démon ithyphallique, peut être identifié à CASITAS/LIBIDO. En Gironde, on trouve une voussure semblable à l'église Notre-Dame de Castelviel.
Les Vertus au nord : les deux Vertus portent un bouclier qui remonte jusqu'à mi-corps, dont le style a permis aux spécialistes de dater les sculptures entre 1150 et 1170. Elles ont triomphé des Vices à la pointe de l'épée (brisée) pour la première et avec une lance (dont on ne voit que des morceaux de la hampe) pour la seconde.
Les Vertus au sud : elles sont beaucoup plus féminines. Elles ne portent plus l'encombrant attirail militaire, mais d'élégantes robes moulantes. La première enfonce le fer de sa lance dans la gorge d'un quadrupède qui est sur le dos, déjà dans les flammes de l'Enfer. La seconde héroïne a perforé le crâne d'un satyre ithyphallique, qui s'accroche à sa robe, avec son épée.
Voussure VI : épisodes cynégétiques.
L'archivolte extérieure en bas-relief sur le mur nu est consacrée à des scènes de chasse. Les sujets, à partir du nord sont :
- un homme minuscule se cache sous un arbre et décroche une flèche sur un oiseau ;
- un chasseur de grande taille tient en laisse son chien et porte à la main droite une longue trompe de chasse ;
- un chien se précipite sur un cerf, déjà pris à la gorge par un lévrier ;
- un chasseur décoche une flèche contre le cerf ;
- un centaure (décapité) attaque un sanglier avec son épieu ;
- deux chiens, dont il ne reste que les pattes, poursuivent un sanglier ;
- un chasseur se repose, appuyé sur sa lance ;
- un groupe d'arbres.

Voussure VI
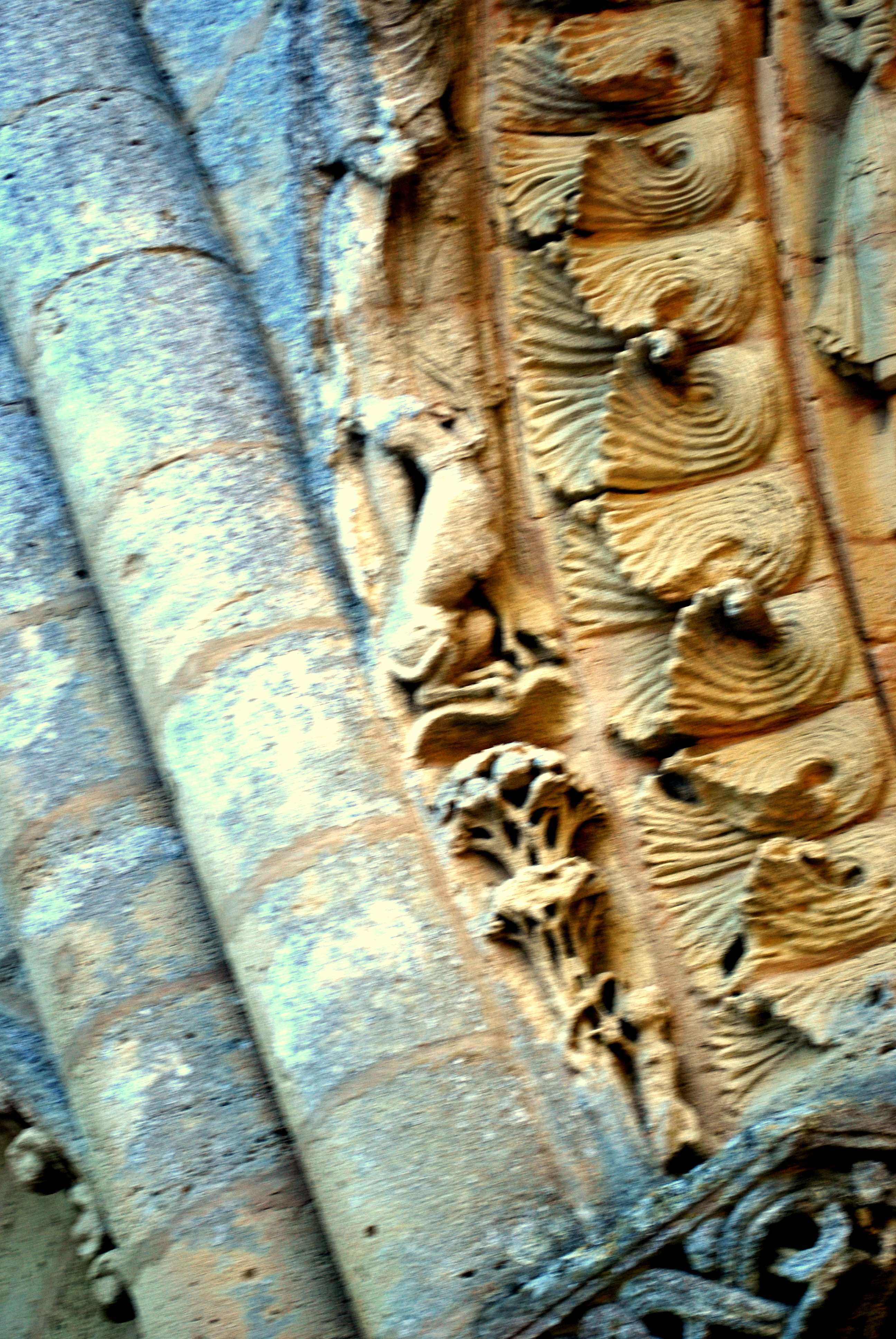
Petit chasseur d'oiseau et grand chien.
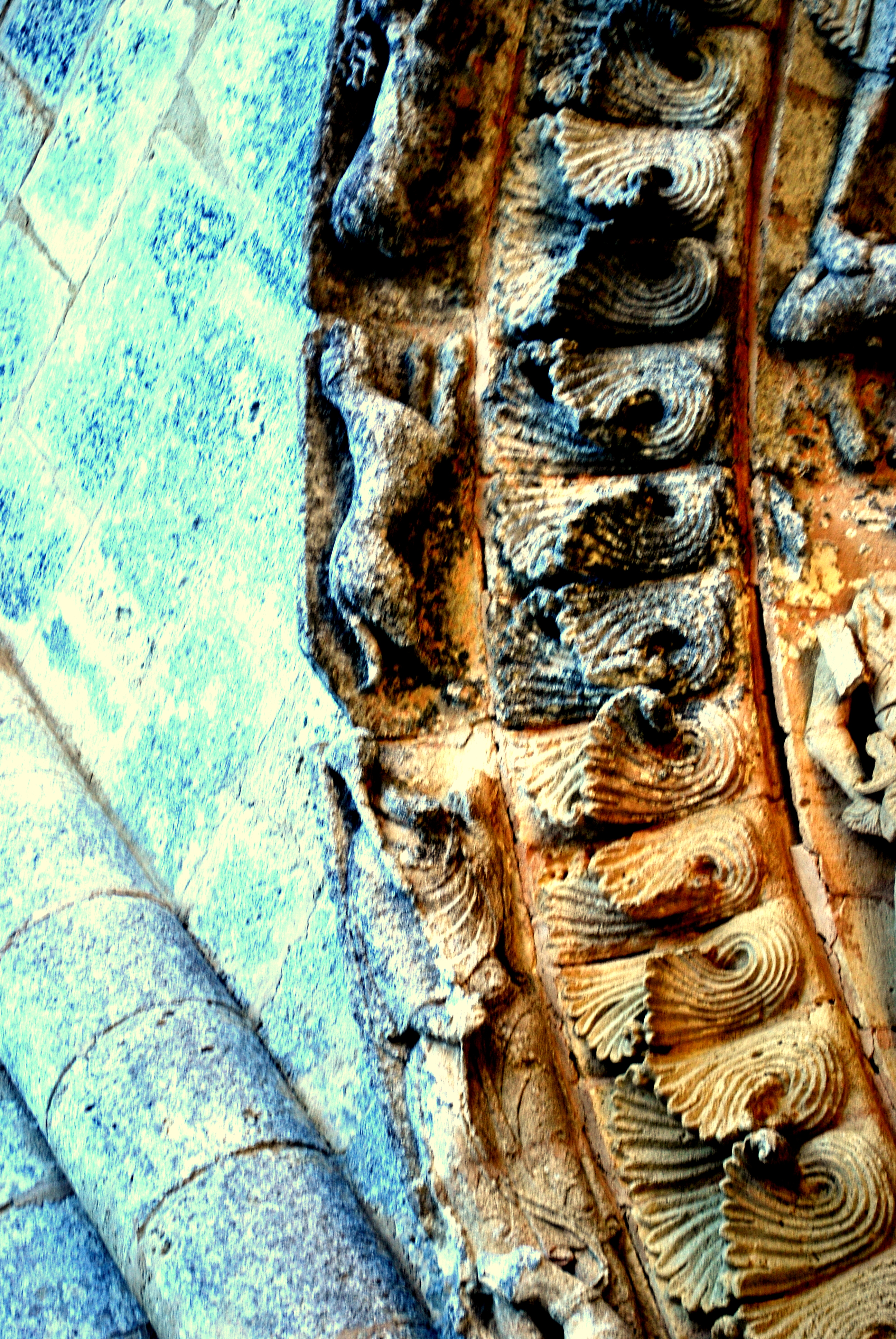
Grand chasseur avec trompe de chasse.
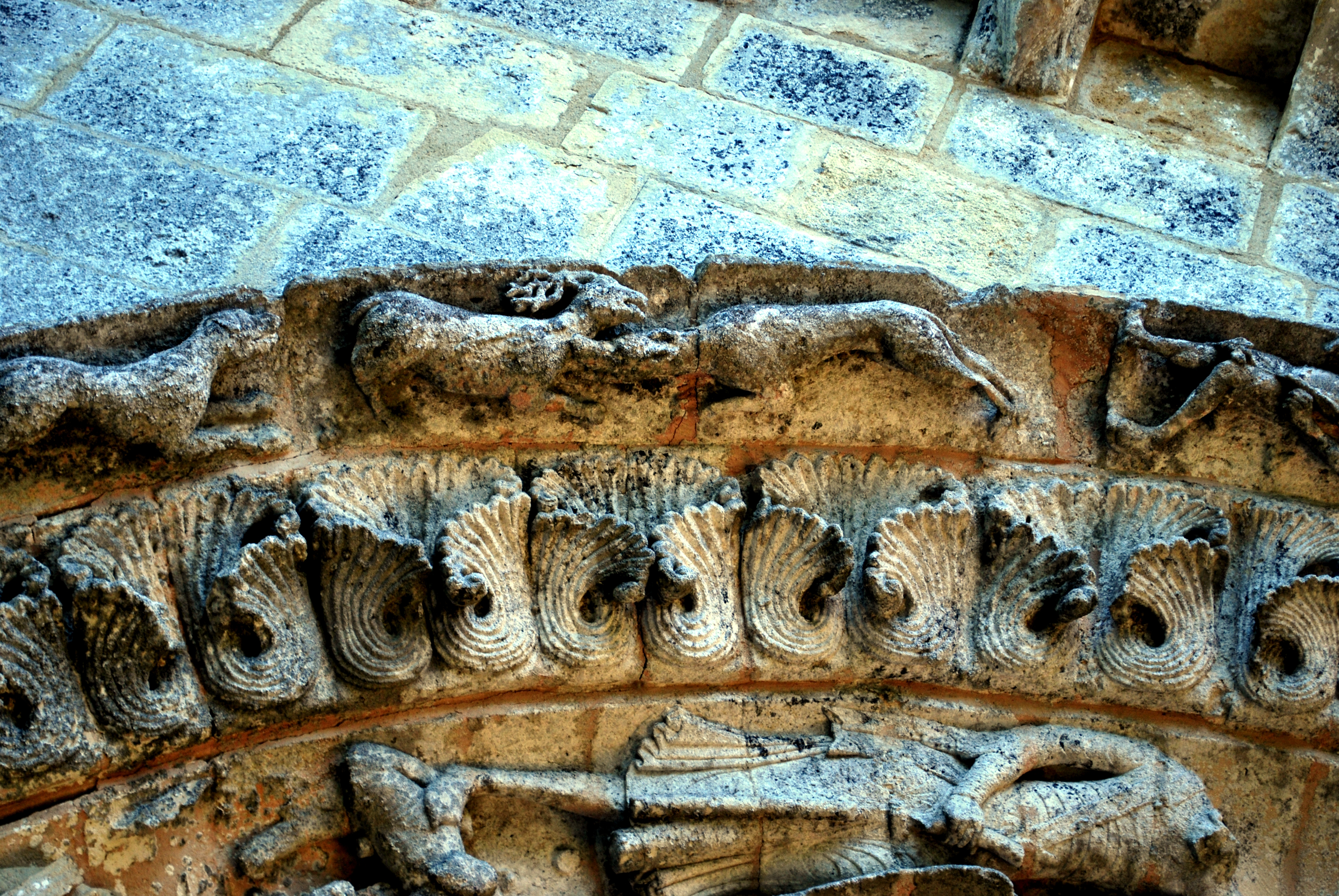
Cerf pris par des chiens.
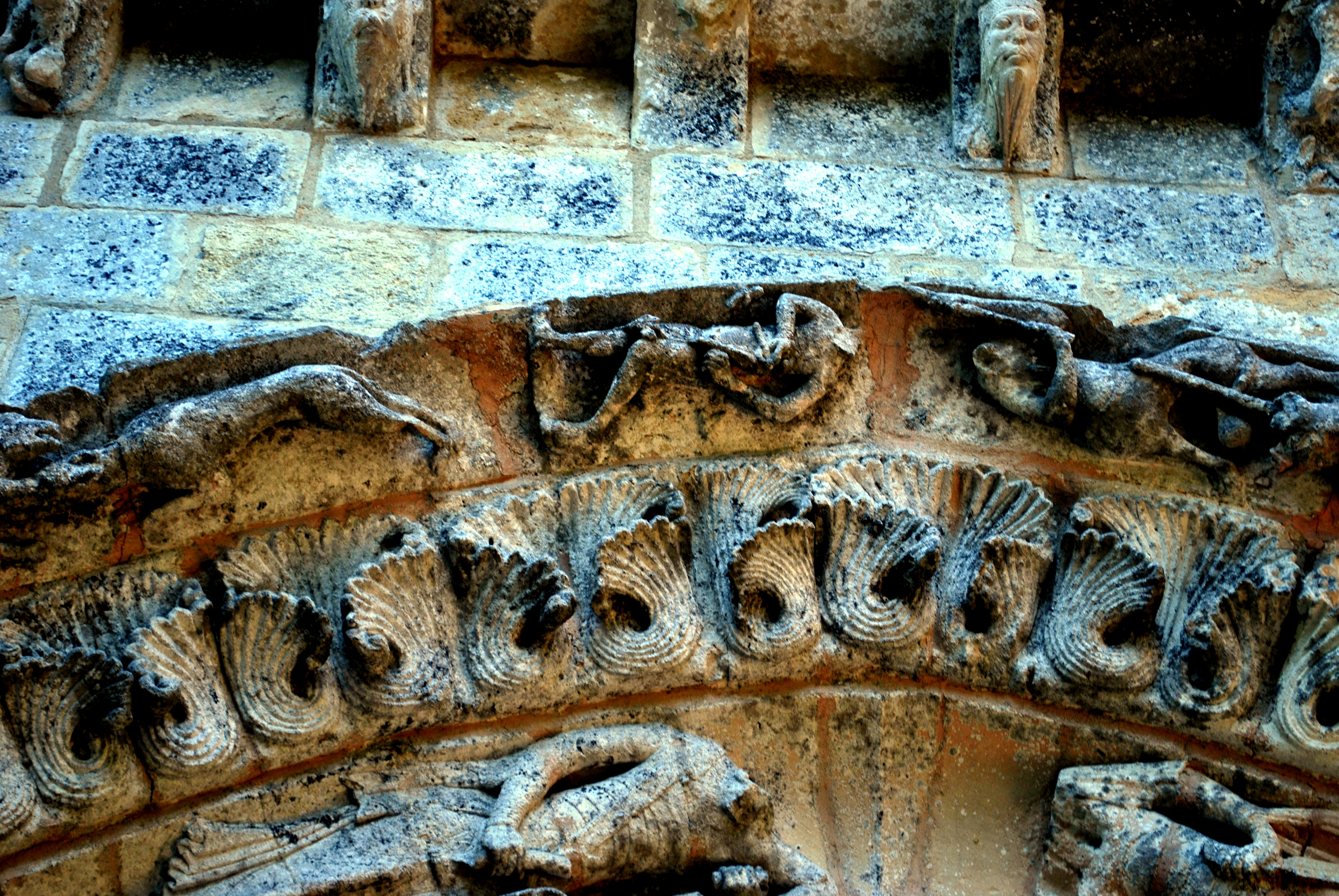
Chasseur tirant sur un cerf.
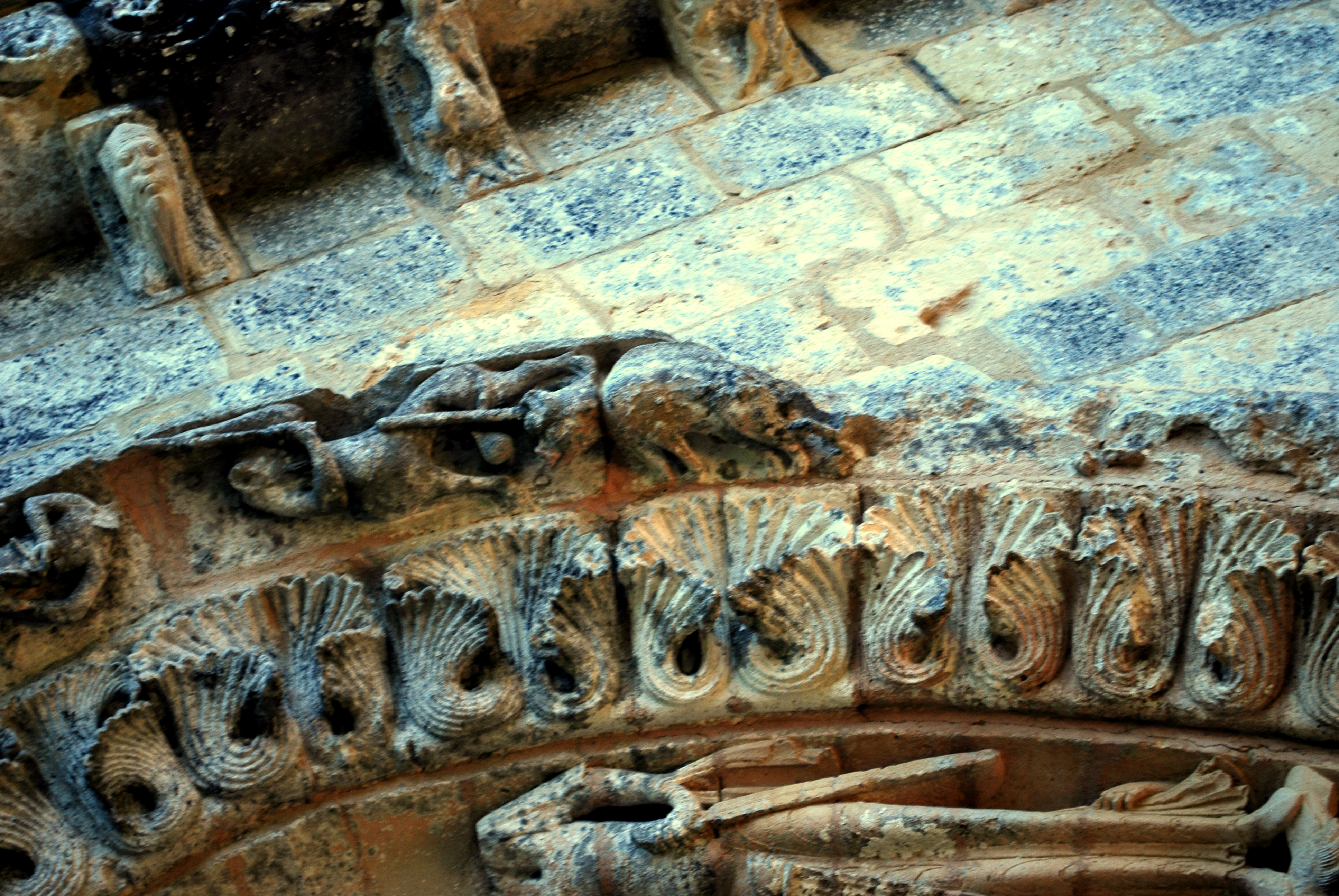
Centaure et sanglier.
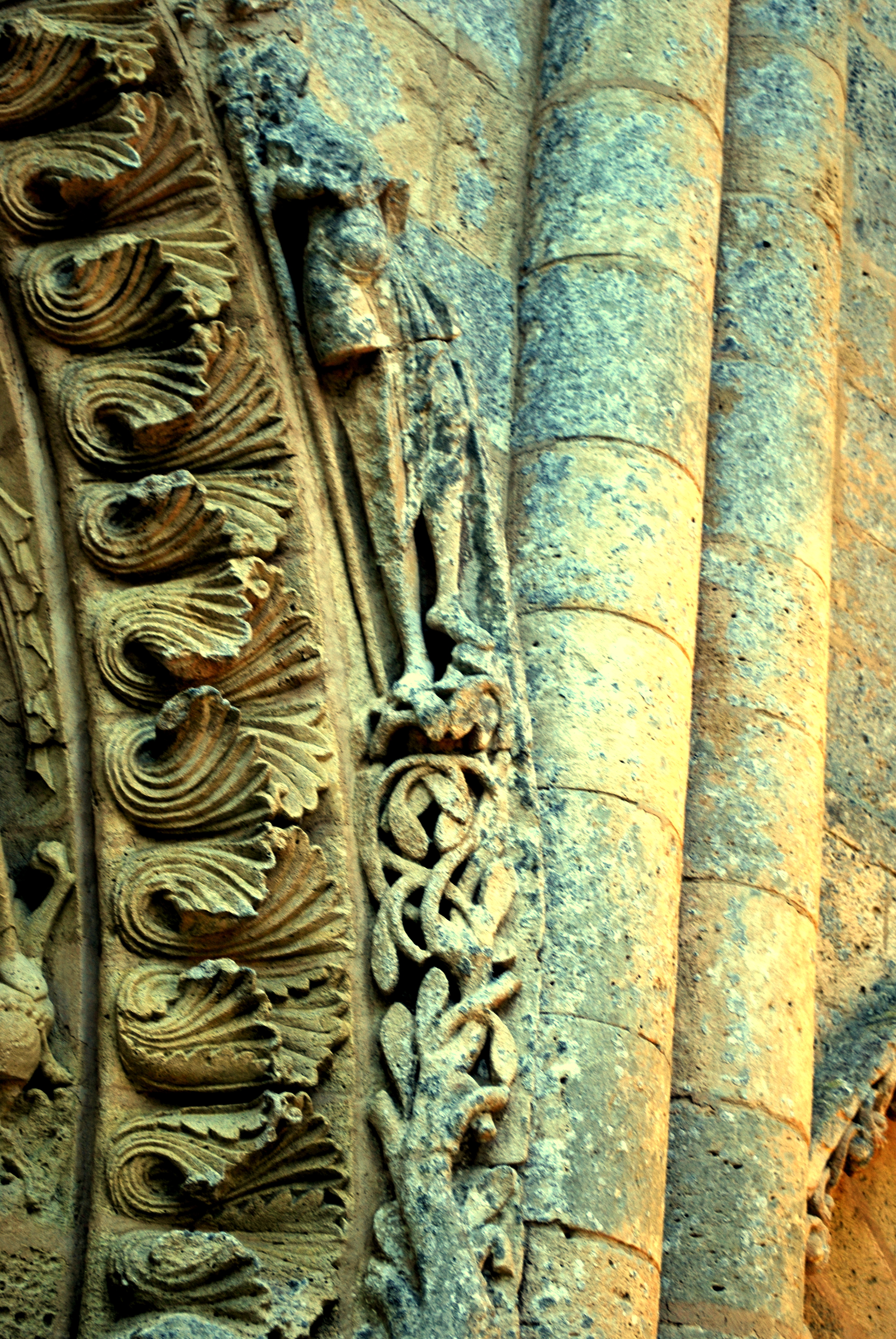
Chasseur au repos et groupe d'arbres.

La fréquence de la contiguïté du sacré et du profane dans les sculptures romanes a conduit certains guides à dire que ces scènes de chasse signifiaient "l'âme poursuivie par le diable" ; le gibier représentant l'âme et les divers chasseurs le diable. L'idée est naïve et ne prend en compte ni le symbolisme des animaux, ni l'importance de la chasse à l'époque.
Il y a trois épisodes distincts :
- un paysan tirant sur un oiseau perché. L'action est miniaturisée et furtive et semble relever du braconnage. En arrière-plan, il y a la revendication d'une paysannerie exploitée d'attraper ces oiseaux, souvent originaires des pigeonniers de l'abbaye ou de la noblesse locale, qui ruinaient ses semailles et ses récoltes.
- la chasse au cerf ou au sanglier était un privilège de la classe aisée.
- le centaure, animal mythologique tuant un sanglier.

La séquence sculptée ici correspond exactement à la formulation de saint Bernard, lorsqu'il fulminait contre cette imagerie de la chasse : Tubicinantes (les sonneurs), venatores (les chasseurs) et monstruosi centauri (centaures). Le thème de la chasse a su égayer les chapiteaux des églises, les tympans des abbayes et les chambres de quelques papes (Porte Saint-Ours de la collégiale Saint-Ursin de Bourges ; église Saint-Hilaire de Melle, église Saint-Seurin de Gabarnac ; la chambre du cerf de Clément VI, au palais des papes d'Avignon etc.)

#### Les portes feintes
L'arc aveugle nord
- Chapiteau nord : homme écoutant les oiseaux. Un petit homme, dont la tête a été martelée, est assis, les jambes écartées. Sa tenue vestimentaire est peut-être celle d'un clerc. Il est entouré de deux gros oiseaux et avec l'aide de ses mains il approche leurs ramages de ses oreilles, afin de ne rien perdre de leurs murmures. C'est une image classique de la tentation à laquelle il faut résister.
- Chapiteau sud : deux quadrupèdes ? : La corbeille est en très mauvais état. On peut deviner l'empreinte de deux quadrupèdes ailés (on voit deux arrière-trains) et on peut supposer qu'ils accostent un personnage central. L'interprétation doit s’arrêter là. Par contre, le tailloir est parfaitement conservé et, à l'angle, on trouve un masque de félin crachant des rinceaux.

L'arc aveugle sud
- Chapiteau nord : décoration végétale. Le chapiteau est très bien conservé. La corbeille et le tailloir portent un riche décor végétal de palmettes, acanthes et lianes feuillues.

- Chapiteau sud : l'Homme, prisonnier des lianes. La corbeille est érodée, mais avec une observation attentive, on peut découvrir un thème traditionnel de l'iconographie romane : l'homme prisonnier des rinceaux, c'est-à-dire prisonnier de ses péchés. On discerne trois hommes, qui sont richement vêtus. Ils essaient de se libérer des lianes perlées et feuillues qui les entourent. Au lieu de porter des fruits traditionnels on trouve des têtes masculines coiffées d'un bonnet pointu, Évidemment il y a une riche et complexe symbolique qui peut en découler.

#### Les modillons de la corniche
Quatorze modillons soutiennent la corniche, dont dix sont figurés. Comme d'habitude avec les modillons romans, il y a derrière les figures le prêche d'une leçon de moralité. Ici, on trouve des têtes d'hommes qui sont 'soignés', barbes et moustaches sont élégantes, les cheveux sont peignés et, à côté d'eux, on voit les êtres maléfiques. Le péché le plus fréquemment dénoncé, parmi les péchés capitaux dans les séries de modillons, est celui de la luxure ; à Blasimon il semble être le péché de la Vanité.

Les modillons figurés de la corniche
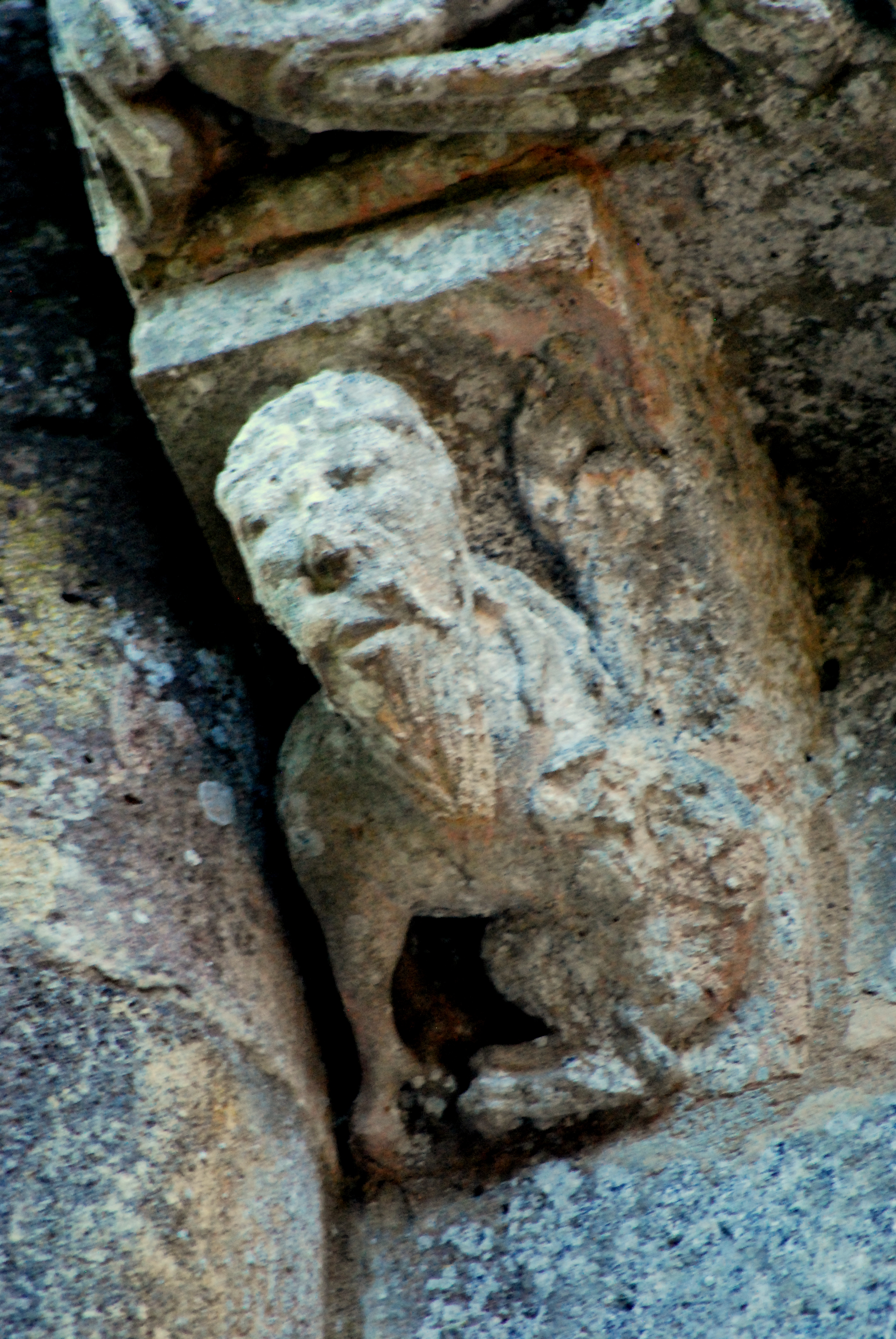
Homme barbu.
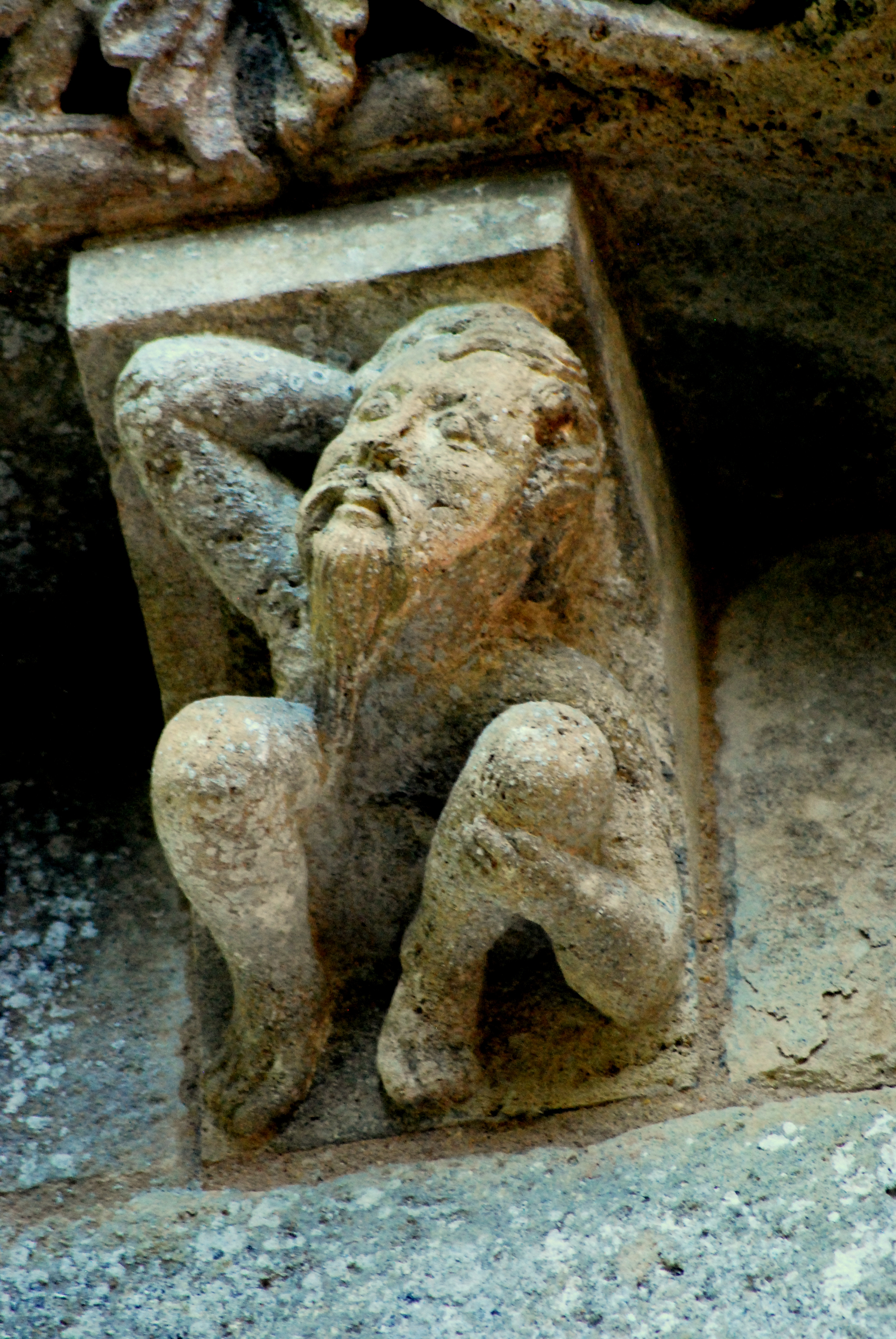
Homme touchant ses cheveux.
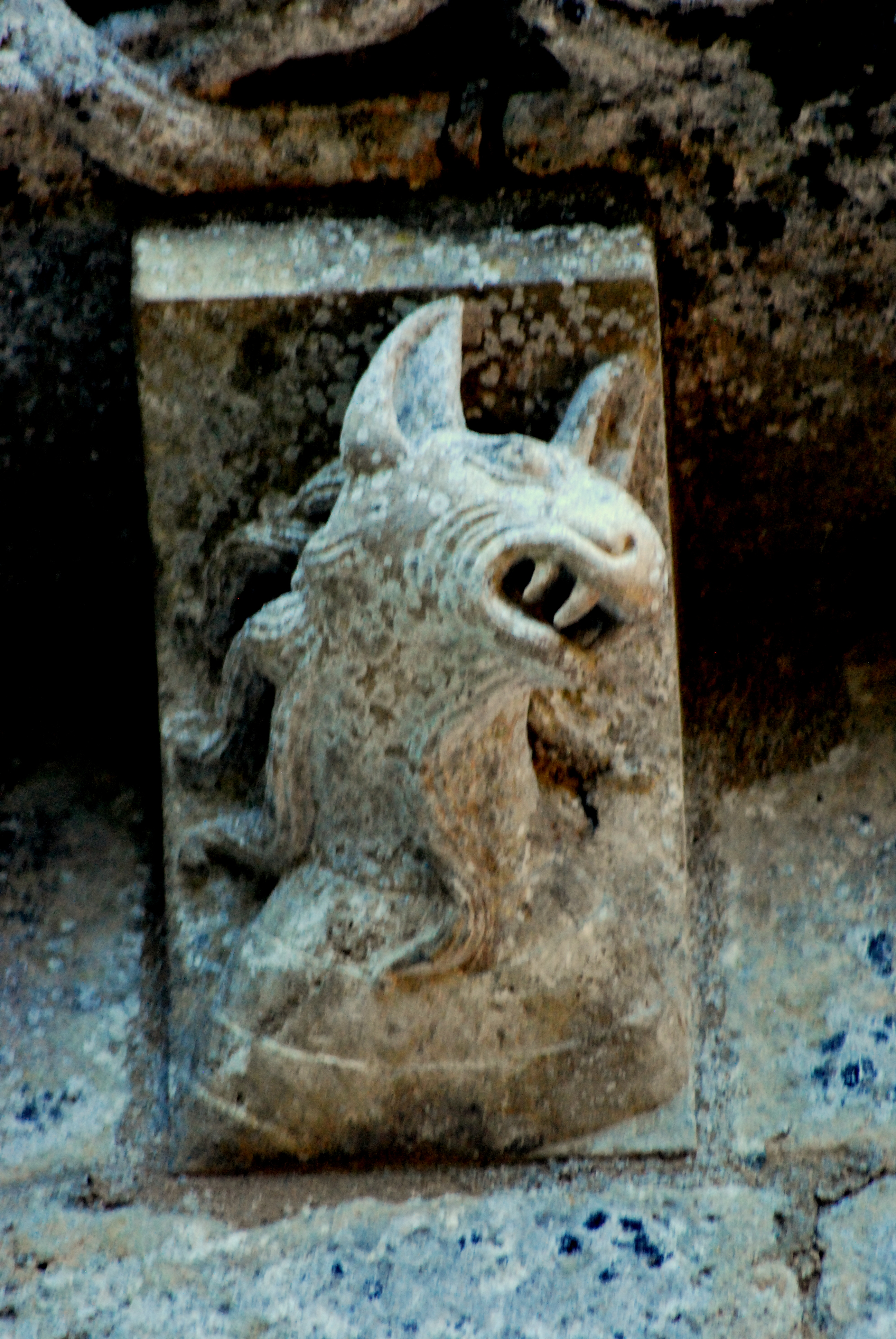
Monstre.
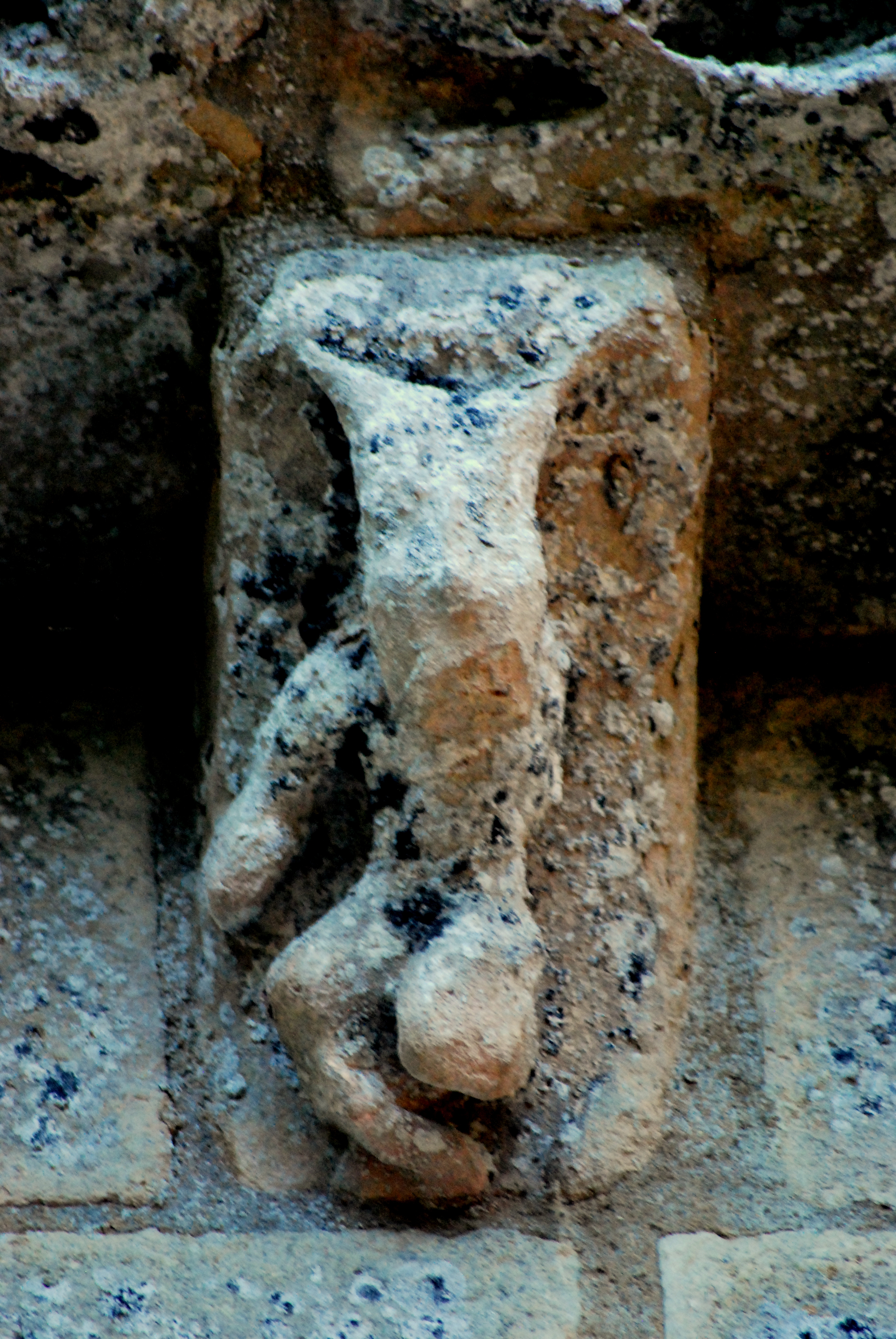
Monstre exhibitionniste génital (mutilé).
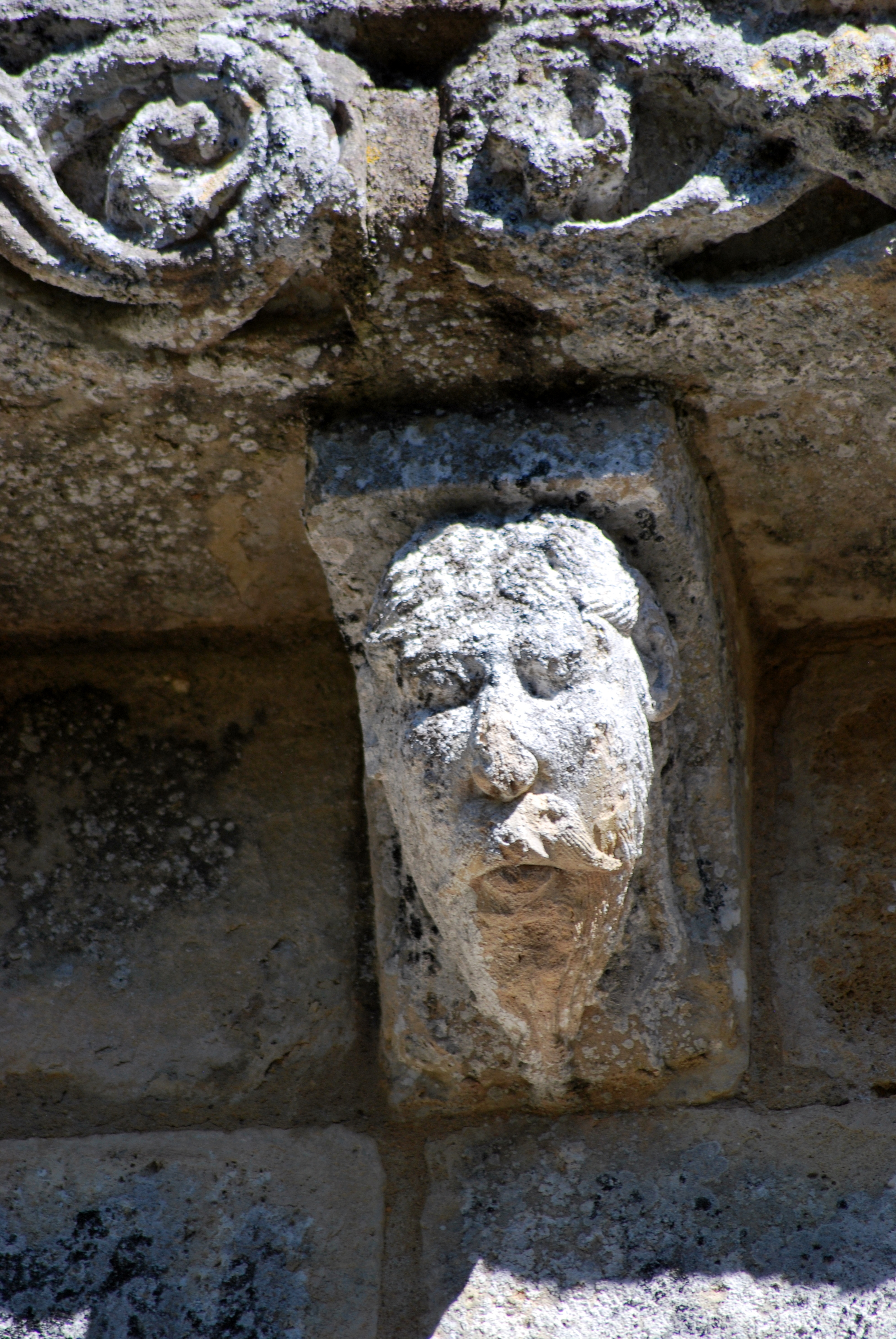
Homme 'soigné'.

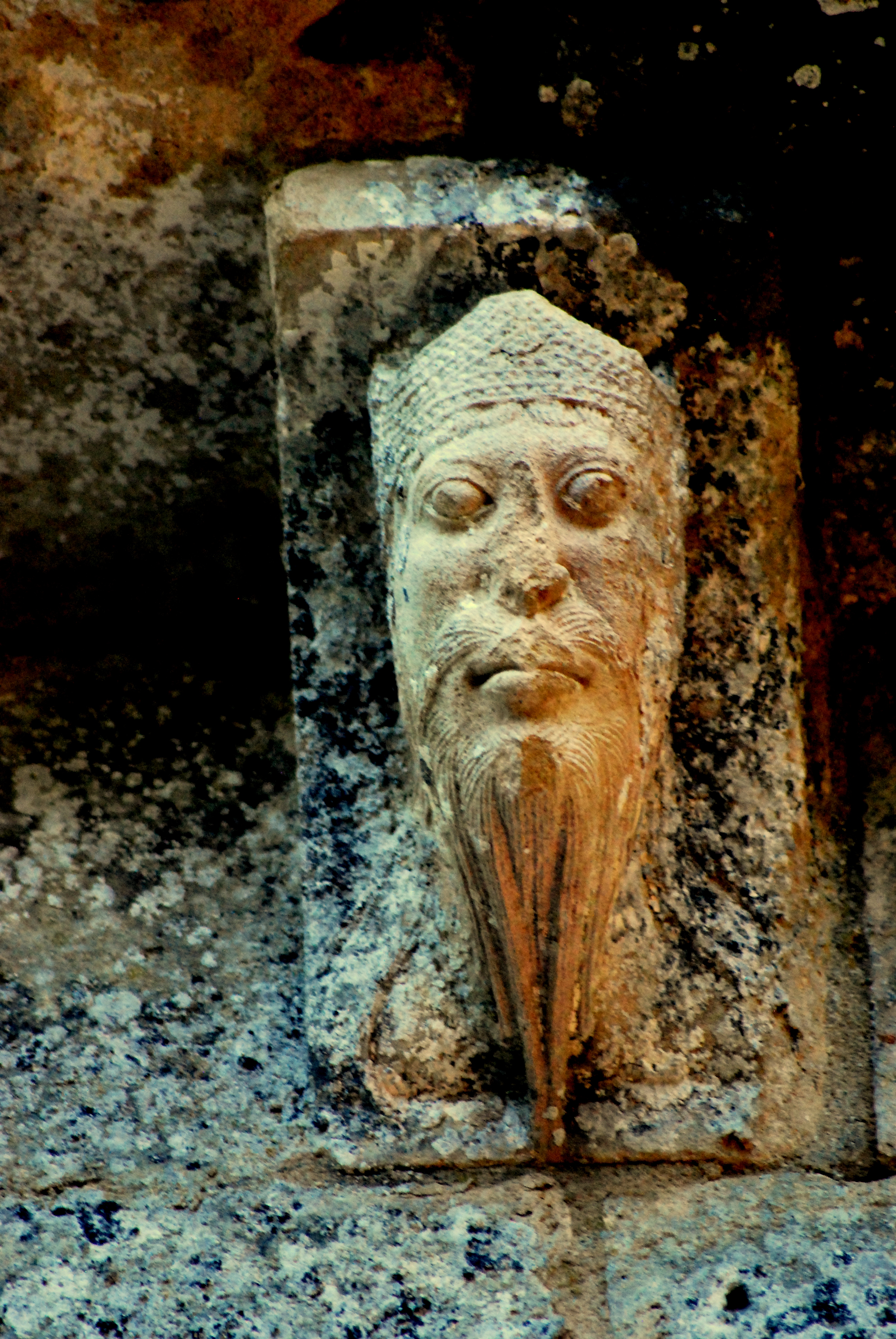
Roi 'soigné'.
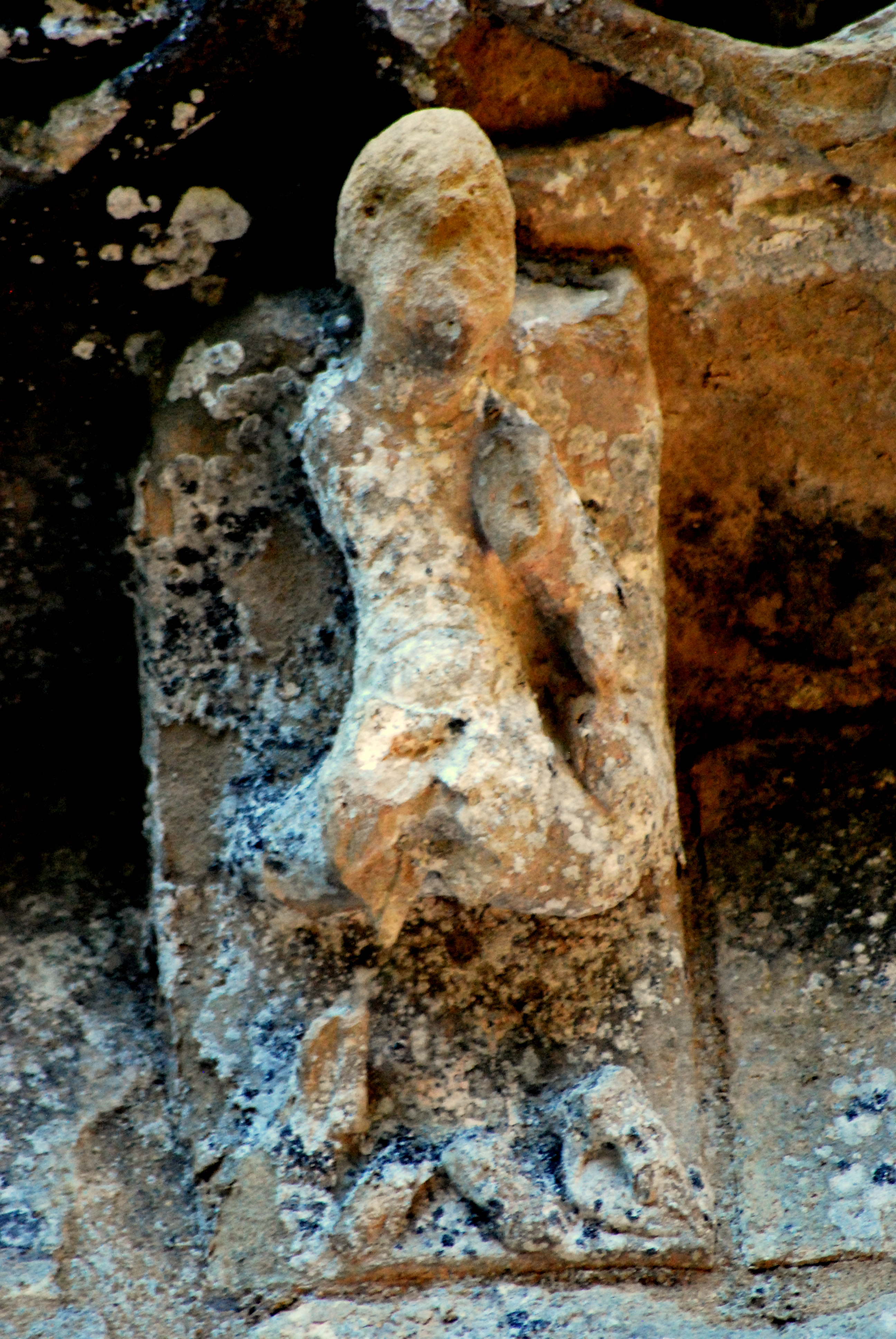
Humain, nu, à genoux.
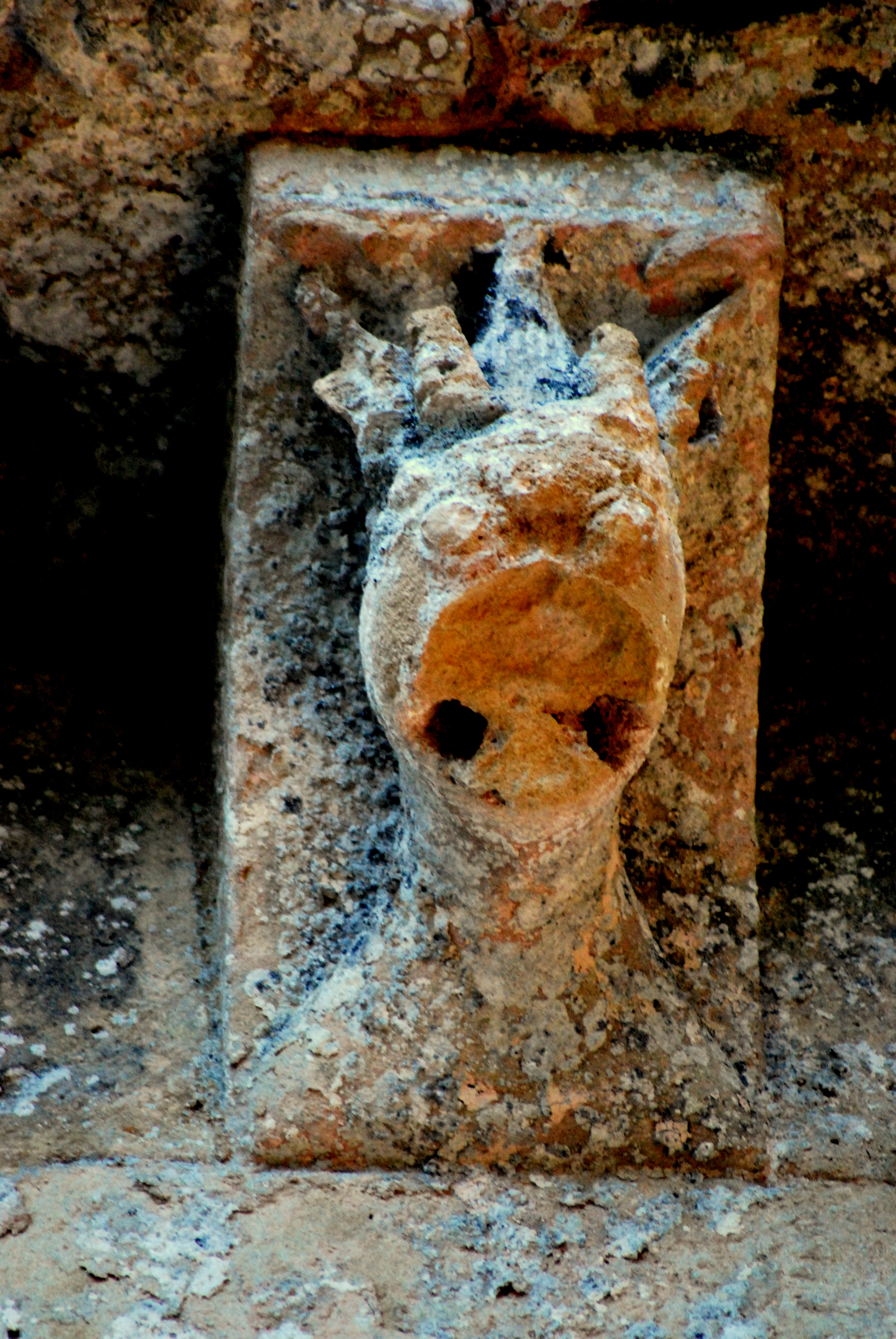
Tête de monstre (mutilée).
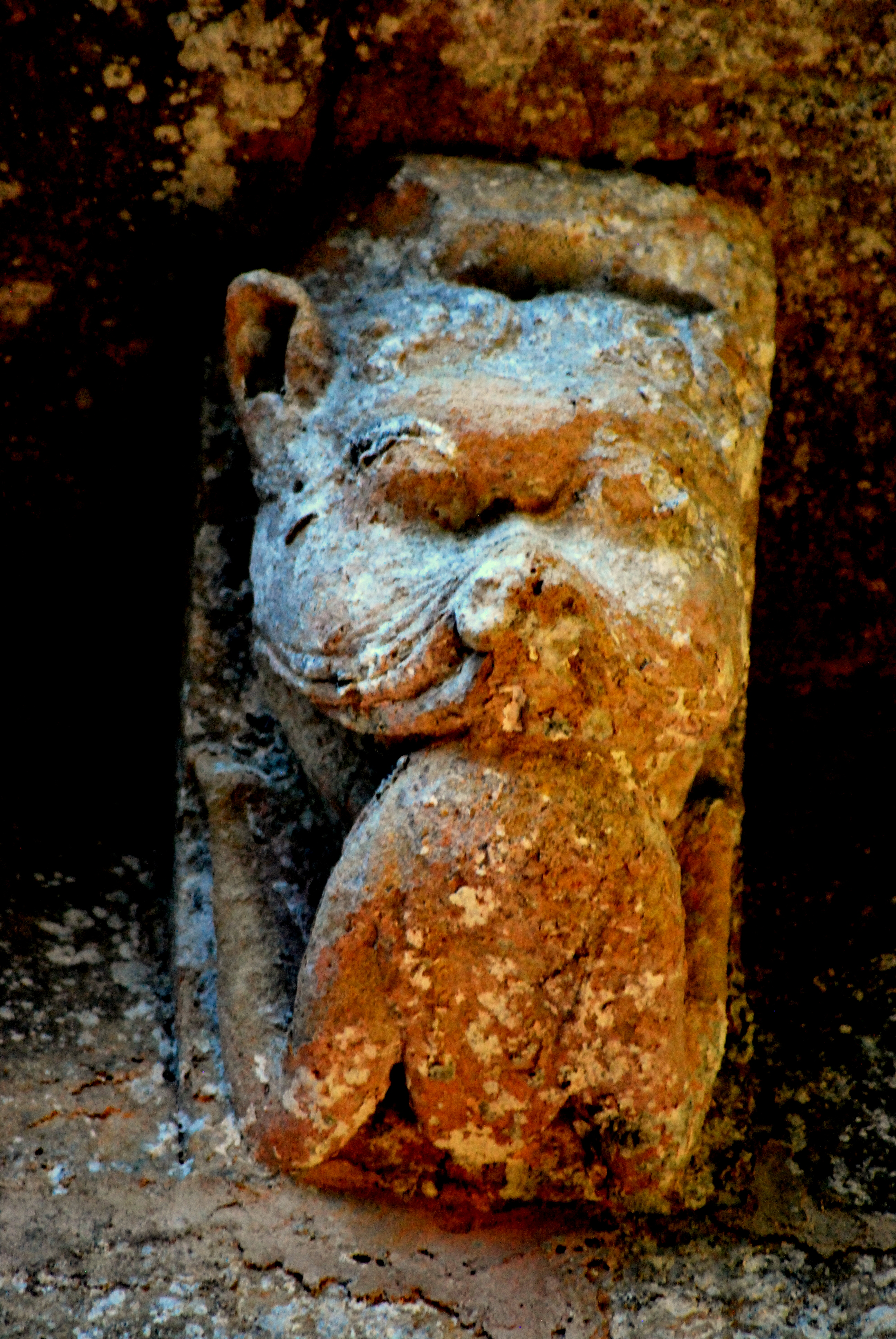
Monstre engoulant un homme par les fesses.
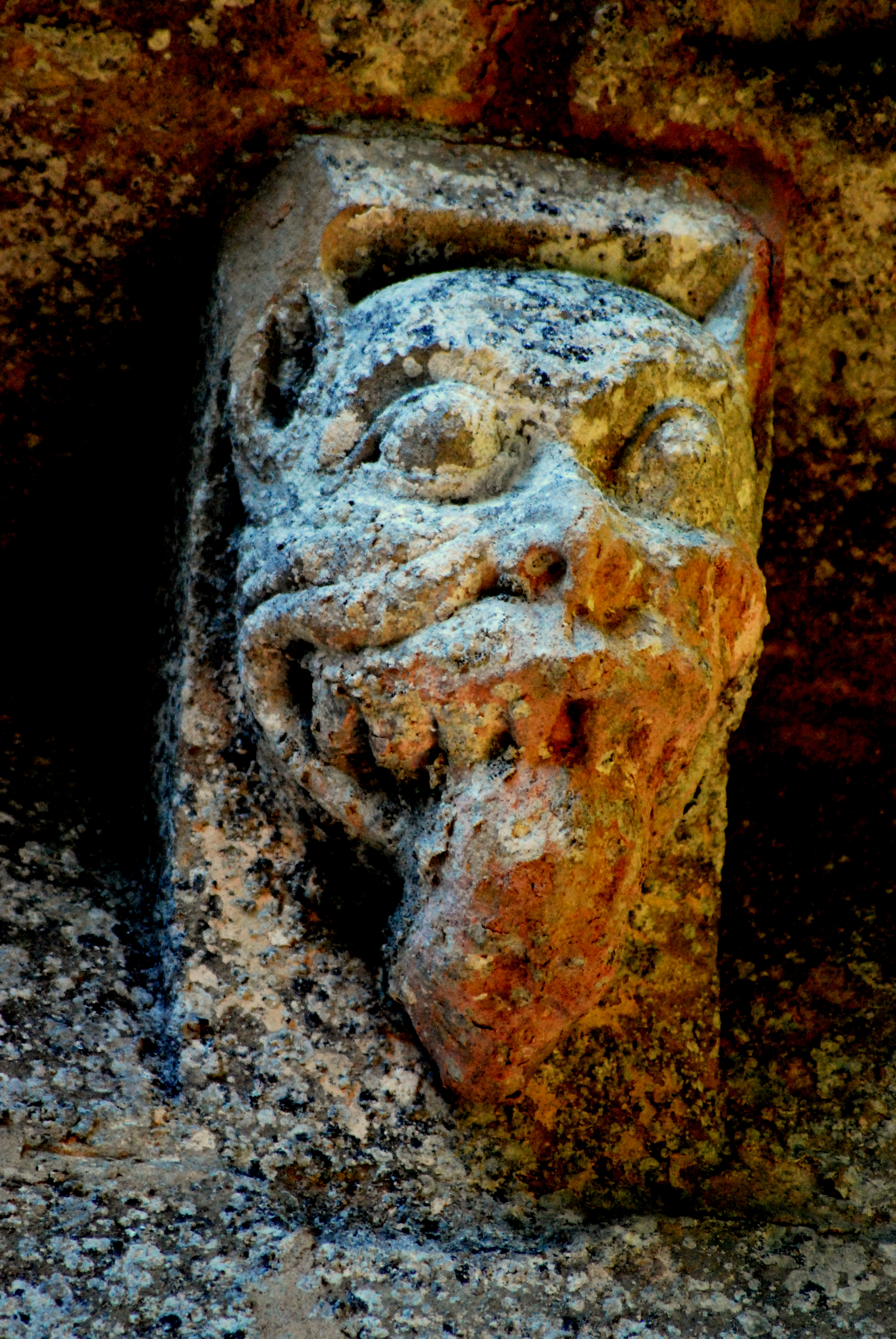
Démon, tireur de langue.

### L'intérieur de l'église
Il existe un escalier, logé dans une cage carrée faisant saillie sur le flanc nord, qui conduit sur les voûtes ; il part à 4,30 m au-dessus du sol actuel, et on l'atteint de la nef par une échelle volante. L'intérieur de l'église fut entièrement remaniée et re-voûtée aux XIIe, XIVe et XVIe siècles, de sorte qu'il ne reste aucune sculpture figurée romane. On trouve seulement les six culots à têtes grimaçantes, qui sont typiquement gothiques. 
En ce qui concerne le mobilier :
- Le grand crucifix en bois est l’œuvre du sculpteur bordelais Étienne Brunet, qui l'a réalisée en 1723.
- Les fonts baptismaux datent du XIe siècle.
- L'autel de la Vierge date de la fin du XIXe siècle.
- Le maître-autel est du XXe siècle, mais la grille en fer forgé de la table sainte est de style Louis XV ; elle faisait partie de l'ancien escalier du château de Cugat à Blasimon.
- Les cloches de l'église : la grosse cloche porte l'inscription Lucia, fruit de la générosité des habitants de Blasimon, fondue en l'an MDCCCLI (1851) ; la petite cloche est celle de l'ancienne chapelle paroissiale de Saint-Martin de Piis. Elle a été installée en 1962. Elle porte une inscription Iay este faite à la plus grande gloire de dieu au nom du glorieux Saint Marin de Sauveterre (1608). En effet, les moines de Blasimon, après l'attaque des Huguenots en 1587, se sont retirés au prieuré de Sauveterre, jusqu'en juin 1622.

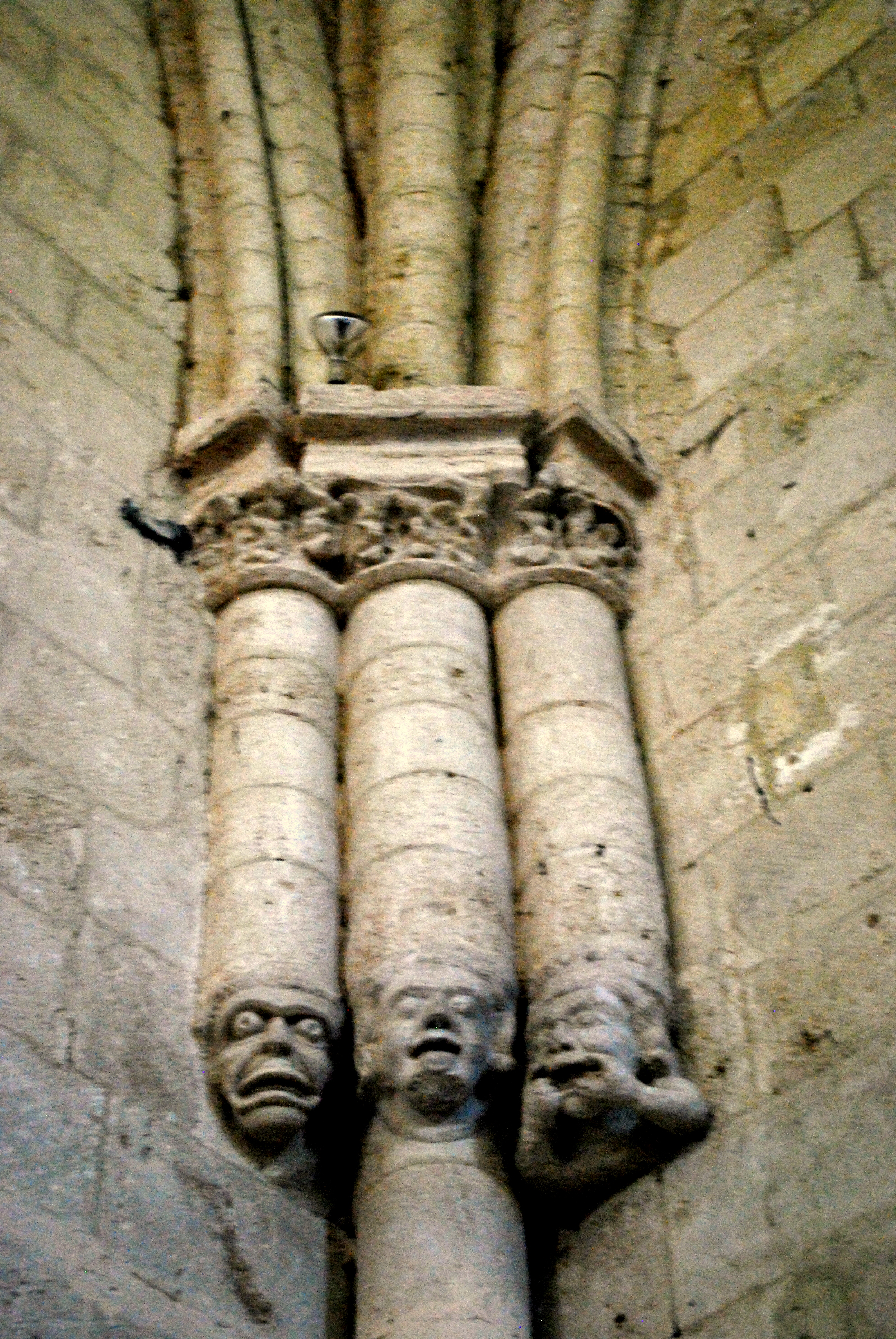
Culots gothiques.
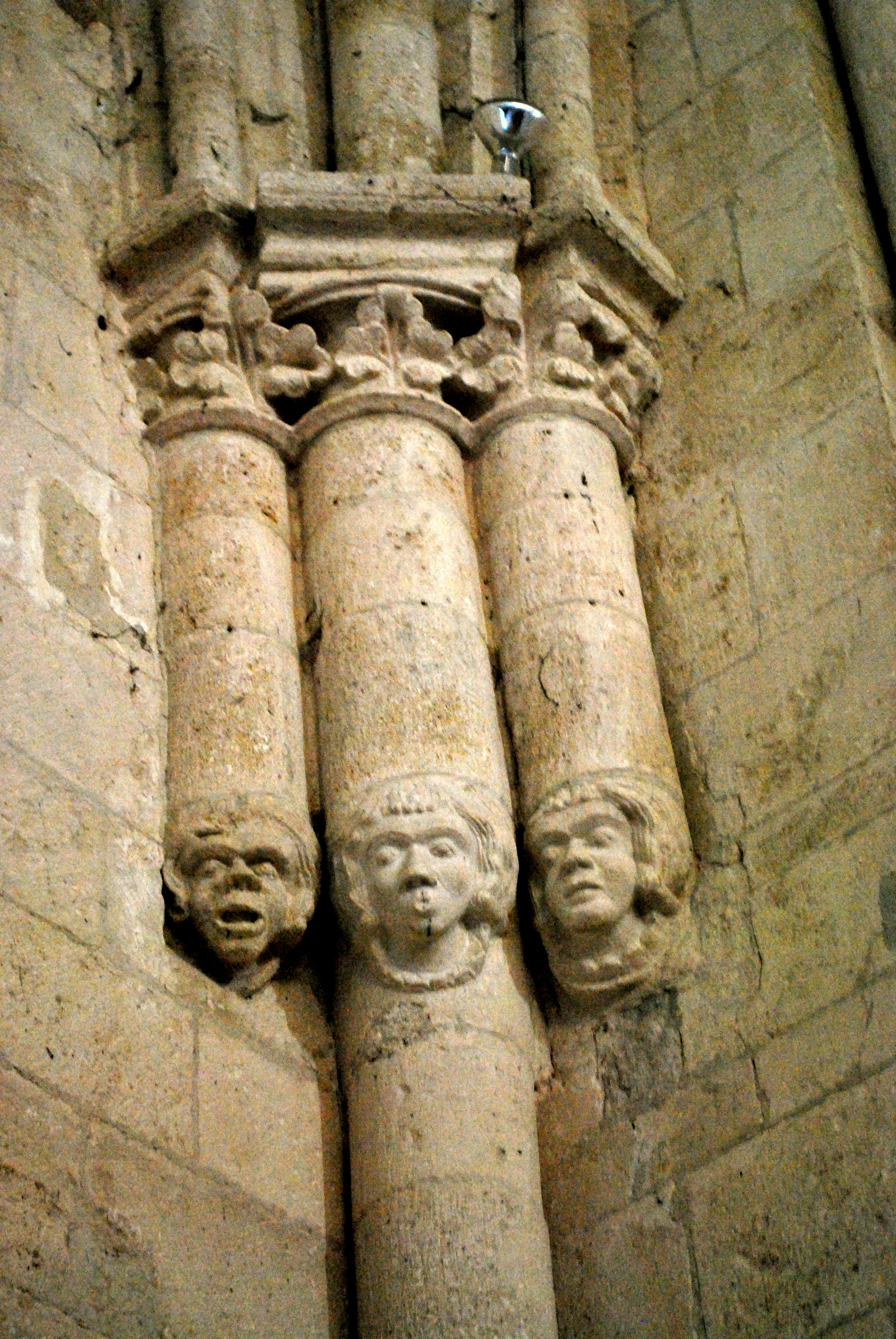
Culots gothiques.
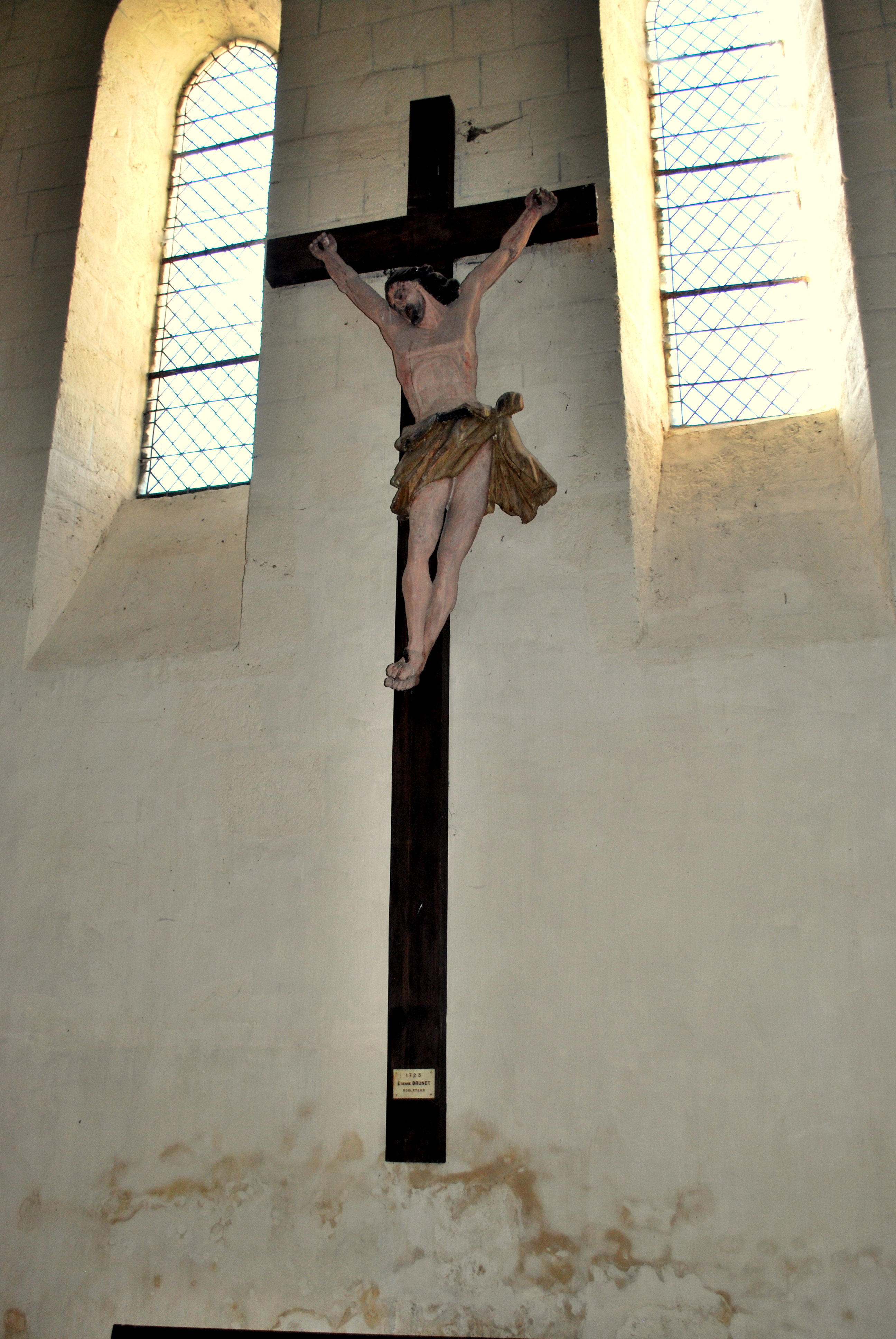
Grande croix (1723).
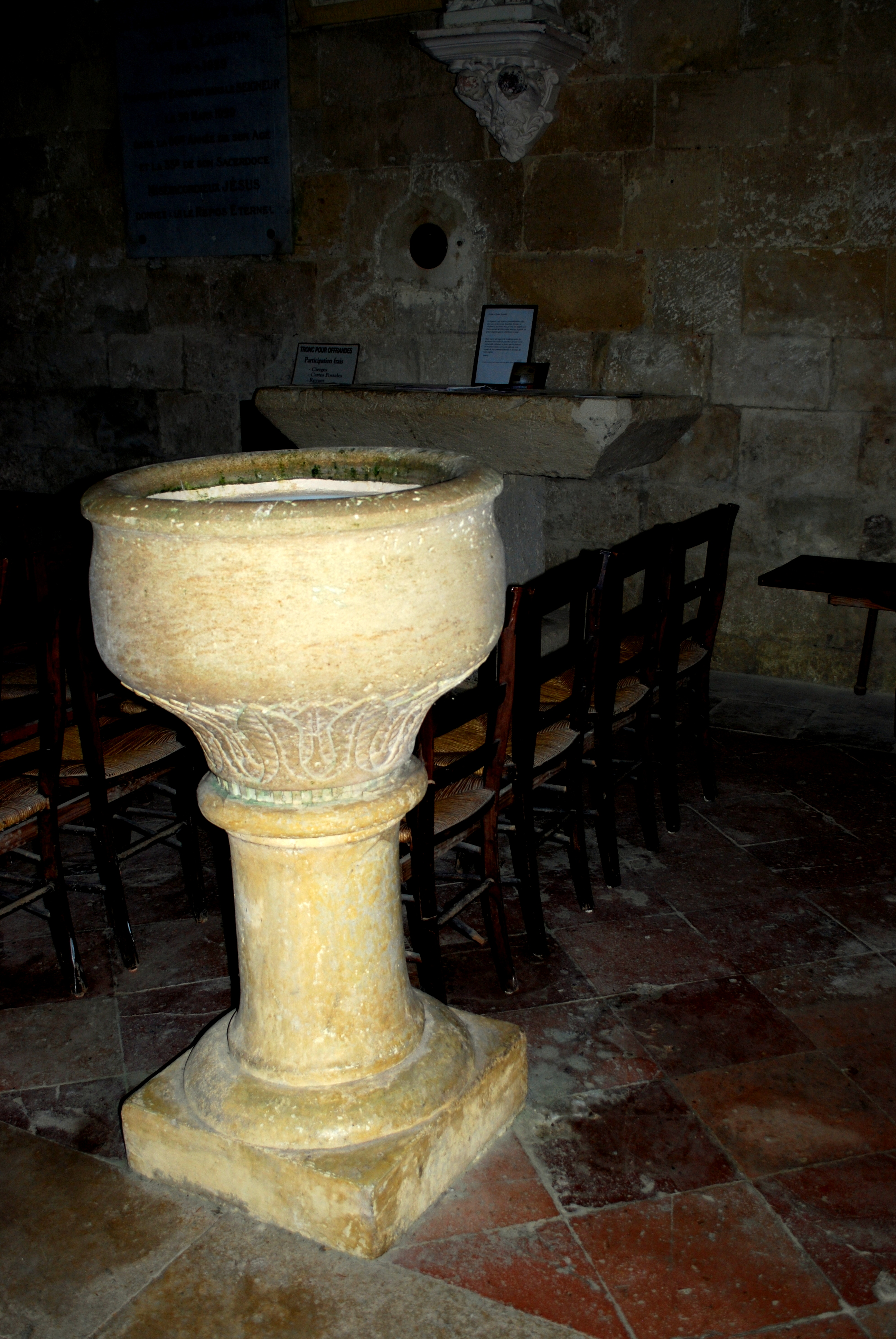
Fonts baptismaux (XIe).
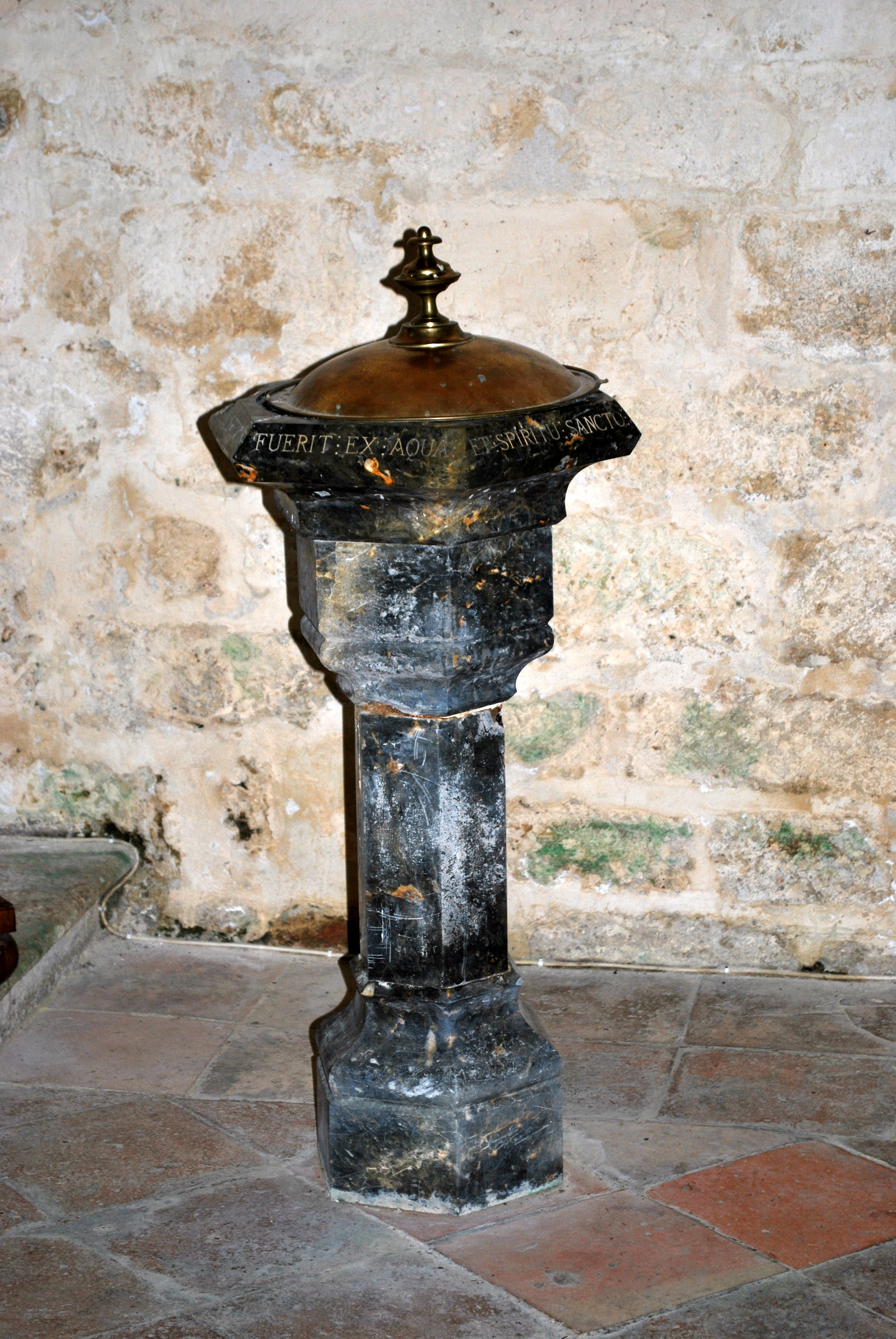
Bénitier.
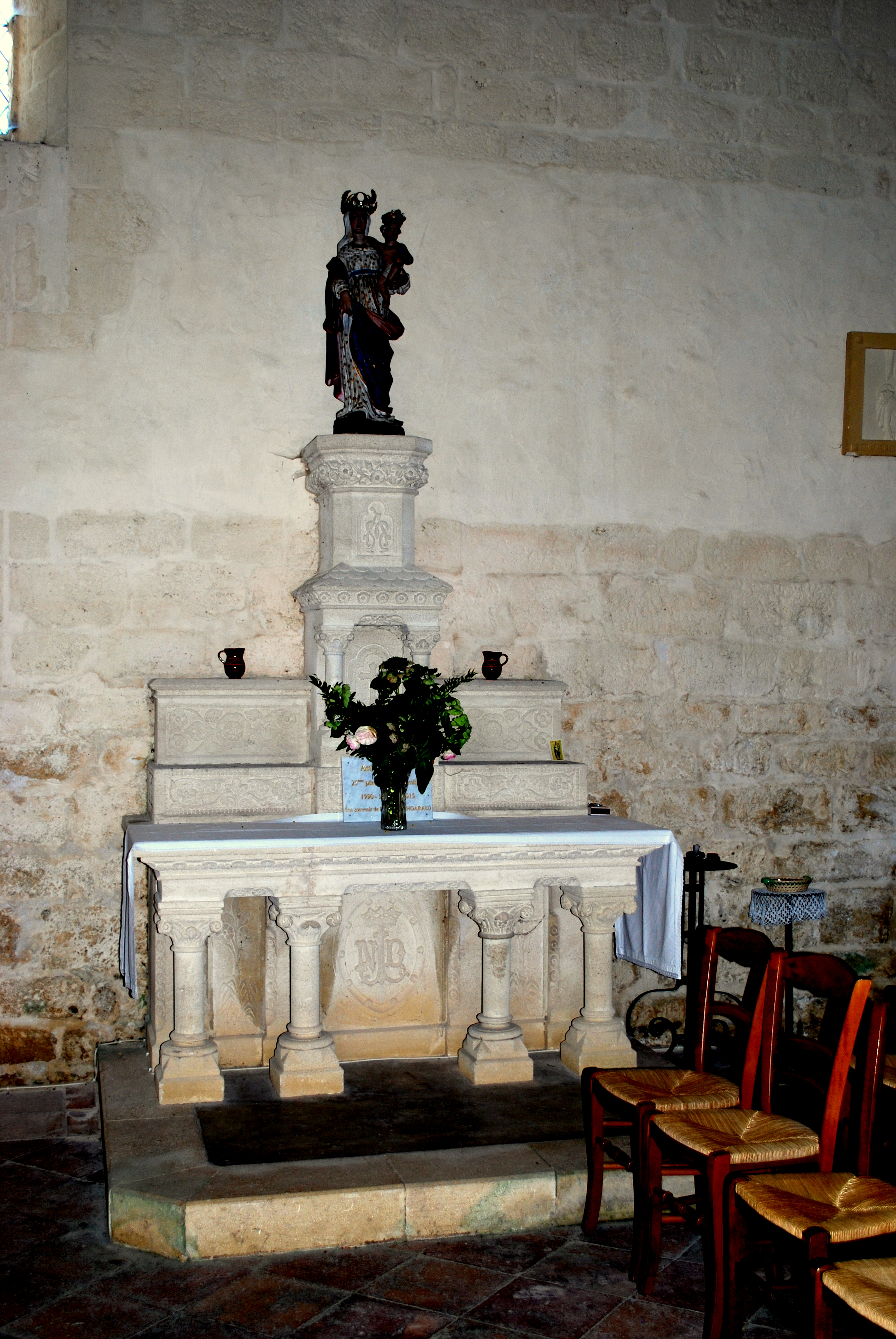
L'autel de la Vierge.
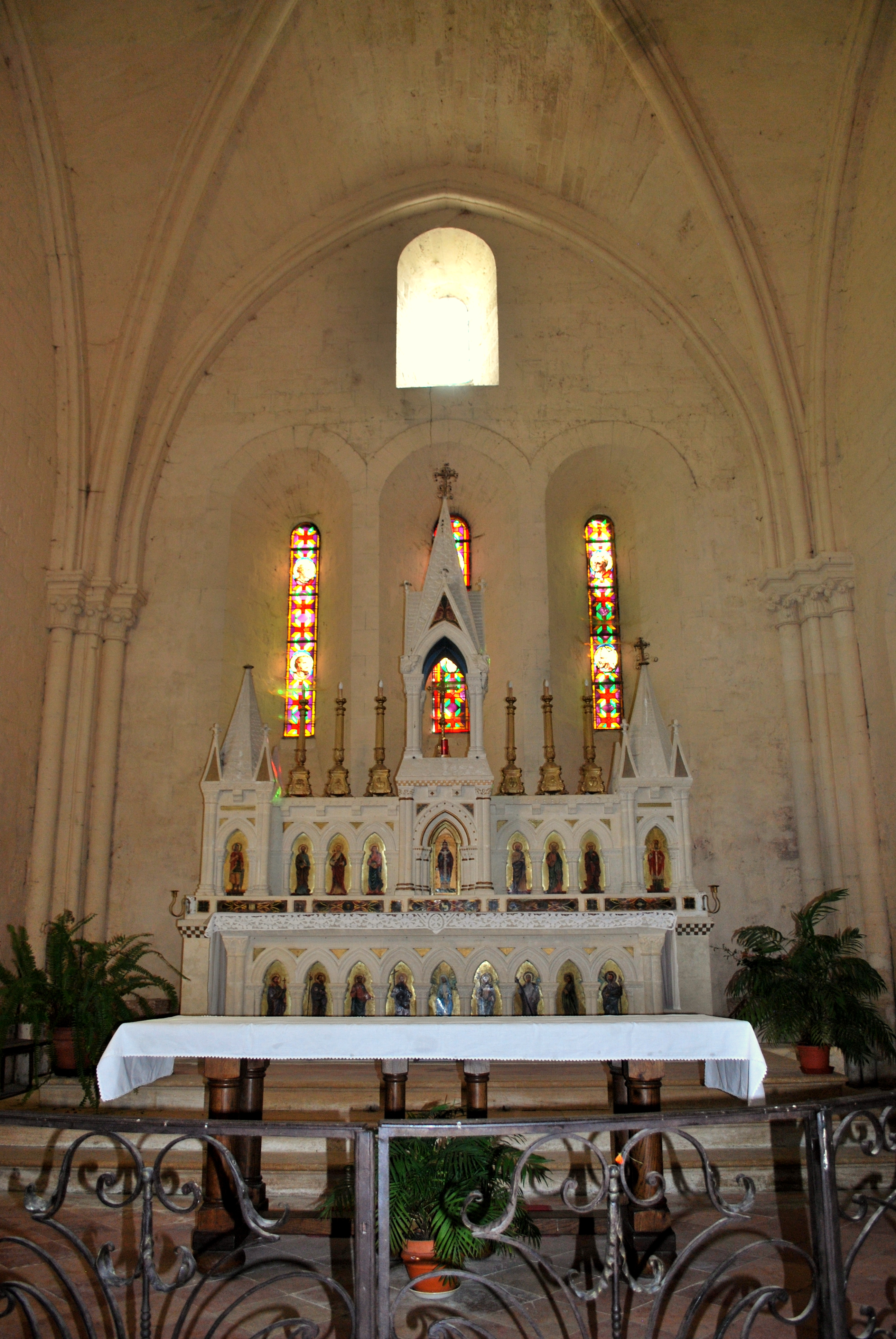
Le Maître autel.

## Protection du patrimoine
L'ancienne abbaye Saint-Nicolas est classée au titre des Monuments historiques par un arrêté en date du 12 mai 1925. L'ancienne église abbatiale Saint-Maurice, actuelle église Saint-Nicolas est classée par la liste de 1875.